# Réserve naturelle de Titchwell Marsh
Vous lisez un « bon article » labellisé en 2017.
La réserve naturelle de Titchwell Marsh (en anglais Titchwell Marsh Nature Reserve) est une réserve naturelle britannique, propriété de la Royal Society for the Protection of Birds (RSPB) qui en assure également la gestion. Elle se situe sur la côte nord du comté de Norfolk, entre les villages de Titchwell et de Thornham, à environ huit kilomètres à l'est de la station balnéaire de Hunstanton. D'une superficie de 171 hectares, elle abrite des roselières et des schorres, une lagune d'eau douce, une plage de sable ainsi qu'une petite zone boisée près du parking à son entrée. Bénéficiant de la protection du réseau Natura 2000, elle fait partie du site d'intérêt scientifique particulier de la côte nord du comté de Norfolk et de la Norfolk Coast Area of Outstanding Natural Beauty (AONB). Elle constitue également une zone de protection spéciale et relève de la convention de Ramsar. 
La réserve est vitale pour certaines espèces patrimoniales d'oiseaux, comme l'avocette élégante qui niche sur les îlots, le busard des roseaux, le butor étoilé et la panure à moustaches qui nichent dans les roseaux. Afin de favoriser la reproduction des oiseaux inféodés à ces milieux, les roselières sont artificiellement humidifiées et quelques espèces de poissons d'eau douce comme le rotengle sont introduites dans la lagune. Des oiseaux typiques des zones humides comme le râle d'eau, la rousserolle effarvatte ou le phragmite des joncs sont également présents, tout comme l'aigrette garzette. La réserve attire régulièrement des espèces rares, du fait de son emplacement qui est un important point de passage pour les oiseaux migrateurs. D'importantes colonies de canards et d'oies hivernent sur le site, qui abrite par ailleurs le campagnol terrestre Arvicola amphibius, une espèce très rare de rongeur en voie de disparition au Royaume-Uni.
Un office de tourisme et divers observatoires d'oiseaux sont établis sur la réserve. En 2010 et 2011, un projet majeur est mis en route pour anticiper les effets néfastes du changement climatique. Ce projet consiste à améliorer l'écosystème aux alentours du plan d'eau douce, pour favoriser la conversion de la lagune saumâtre en marais salé, qui est un obstacle efficace contre l'empiètement par la mer.
Titchwell Marsh occupe également une place significative dans le domaine de l'archéologie : elle abrite des artéfacts remontant au Paléolithique supérieur, mais aussi les ruines de constructions militaires datant des deux guerres mondiales, tels les restes d'un hôpital de la Première Guerre mondiale, des cratères d'impact d'artillerie lourde remontant aux années 1940, ainsi que des épaves d'avions ayant combattu pendant la Seconde Guerre mondiale.

## Géographie

### Localisation

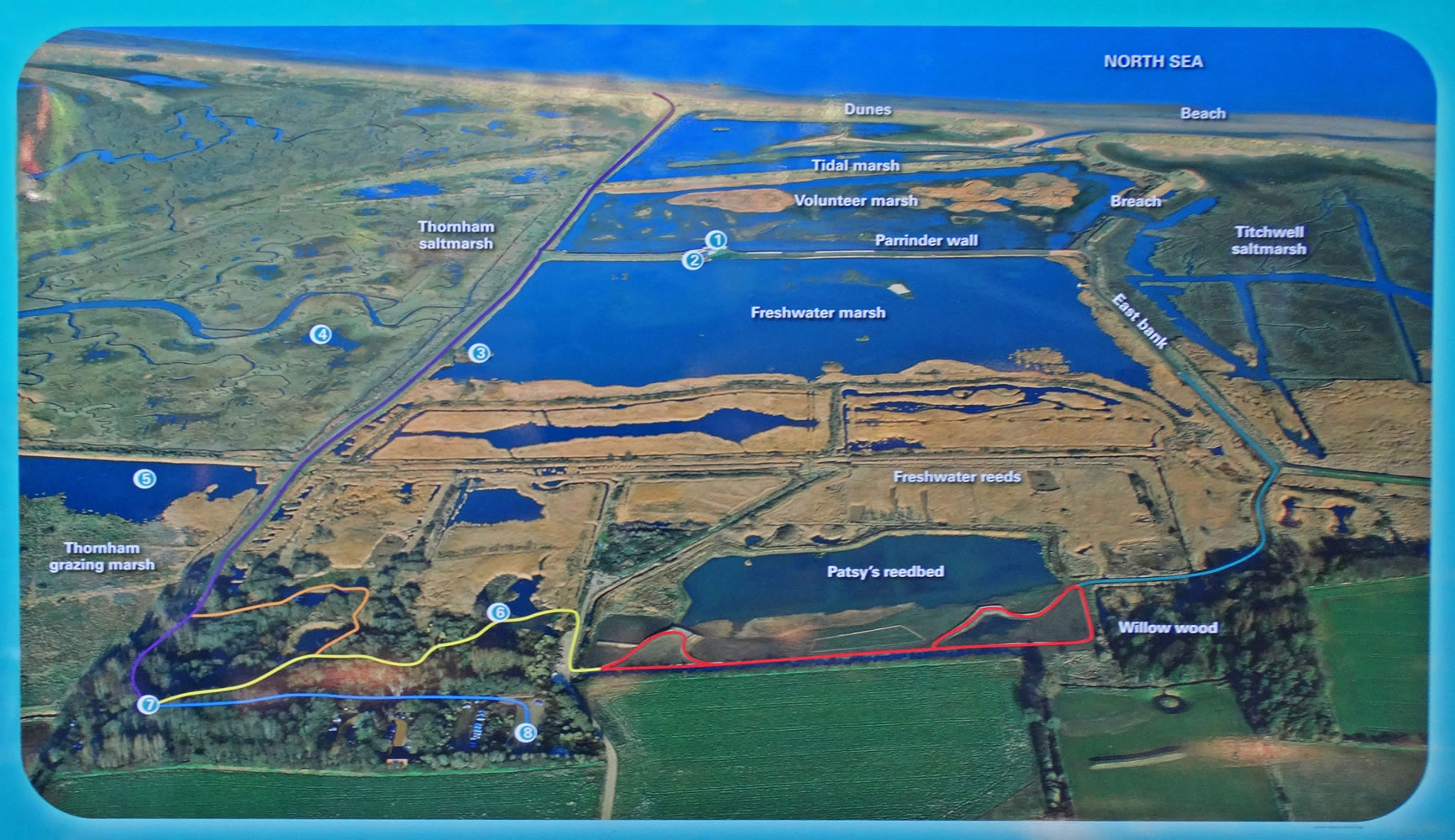
Carte de la réserve naturelle de Titchwell.

La réserve naturelle de Titchwell Marsh se situe sur la côte est de la Grande-Bretagne, dans le comté de Norfolk, bordé au nord par la mer du Nord. Cette région est dominée par le Fenland, à l'instar de toute la partie est de l'Angleterre ; elle est très basse par rapport aux hautes terres environnantes riches en calcaire, en général à moins de dix mètres au-dessus du niveau de la mer. En effet, en raison du drainage et de la contraction subséquente des tourbières, de nombreuses parties du Fenland se situent au-dessous du niveau moyen de la mer, et la région fait maintenant partie des terres les plus basses du Royaume-Uni. Il existe aussi quelques collines, appelées Islands car restées sèches lorsque les bas-fonds environnants ont été inondés, alors que la partie nord du site présente un aspect légèrement vallonné. Au fil des siècles, tous les marais aux alentours du comté se sont asséchés et ont été reconvertis dans l'agriculture et l'élevage de bovins, à l'exception des marais de la réserve de Titchwell, qui sont inondés artificiellement par le biais de petits canaux reliés aux réseaux d'eau douce, favorisant ainsi un écosystème optimal permettant aux différentes espèces d'oiseaux qui s'y établissent de s'épanouir dans un environnement propice. La réserve est presque entièrement entourée d'exploitations agricoles d'élevage de bovins, ce qui accentue encore l'aspect fragile de son écosystème, étant donné la pollution générée par ces activités. Outre Titchwell, sept autres réserves naturelles appartenant à la Royal Society for the Protection of Birds se trouvent dans le comté de Norfolk.

### Climat
Le climat local est généralement pluvieux. En hiver et au début du printemps, un courant d'air froid venant de la mer du Nord entraîne des averses de neige abondantes et prolongées, surtout sur les côtes les plus exposées, qui par ailleurs ont la particularité d'avoir deux orientations différentes. Au début de l'été, le cycle des brises de mer venant du nord et de l'est provoque des averses et des orages. La réserve peut cependant souffrir d'un hiver très rude, tout en n'étant pas à l'abri de rares périodes d'été caniculaires et sèches. En raison de la tendance à l'assèchement, le sol se réchauffe considérablement le jour et se refroidit beaucoup durant la nuit, ce qui conduit à une importante amplitude de température. En dépit d'un vent léger venant du sud-ouest, la région fait partie des endroits les plus chauds du pays lors des périodes d'été, en raison du dessèchement de l'air qui passe d'abord à travers toute l'Angleterre avant de s'évacuer dans la mer du Nord. Cependant, cette partie est de l'Angleterre est réputée avoir un climat assez imprévisible, si ce n'est de dire que les étés sont assez chauds et les hivers parfois extrêmes. Mais en général, le climat hivernal de la région est un peu plus doux que celui du nord de l'Angleterre, tout en étant plus frais que celui de Londres et du sud-ouest du royaume. Les mois de décembre, janvier et février sont sans doute les mois les plus froids du comté, avec parfois de brèves périodes de neige, bien qu'un Noël enneigé est un phénomène assez rare en Angleterre. Les températures diurnes à cette période de l'année se situent en moyenne autour de 7 °C.
| Mois                                | jan. | fév. | mars | avril | mai  | juin | jui. | août | sep. | oct. | nov. | déc. | année |
| ----------------------------------- | ---- | ---- | ---- | ----- | ---- | ---- | ---- | ---- | ---- | ---- | ---- | ---- | ----- |
| Température minimale moyenne (°C)   | 0,7  | 0,7  | 2    | 3,9   | 6,8  | 9,6  | 11,5 | 11,5 | 9,7  | 7,2  | 3,5  | 1,7  | 4,7   |
| Température moyenne (°C)            | 3,5  | 3,6  | 5,6  | 7,6   | 11   | 14   | 15,9 | 16   | 14   | 10,9 | 6,7  | 4,6  | 9,4   |
| Température maximale moyenne (°C)   | 6,3  | 6,1  | 9,3  | 11,3  | 15,1 | 18,3 | 20,2 | 20,4 | 18,3 | 14,6 | 9,8  | 7,4  | 13,1  |
| Précipitations (mm)                 | 54   | 39   | 46   | 47    | 44   | 50   | 56   | 54   | 50   | 58   | 66   | 58   | 622   |
| Nombre de jours avec précipitations | 18,8 | 14,8 | 17,5 | 14,3  | 12,4 | 12,7 | 12   | 12,2 | 13,4 | 15,9 | 17,6 | 16,8 | 178   |

## Géologie
La géologie de la région se caractérise en grande partie par des roches sédimentaires d'origine marine datant du Mésozoïque et du Cénozoïque, recouvertes d'une vaste étendue de dépôts récents non consolidés. Pendant la période jurassique se forment, à proximité de la surface, des roches sédimentaires composées de boues comme la mudstone, mais aussi du calcaire. Vient ensuite, pendant le Crétacé, la formation d'un ensemble de faciès d'alternance de grès, d'argile et de sable communément appelé faciès wealdien, constitué notamment de mudstone et de siltstone.

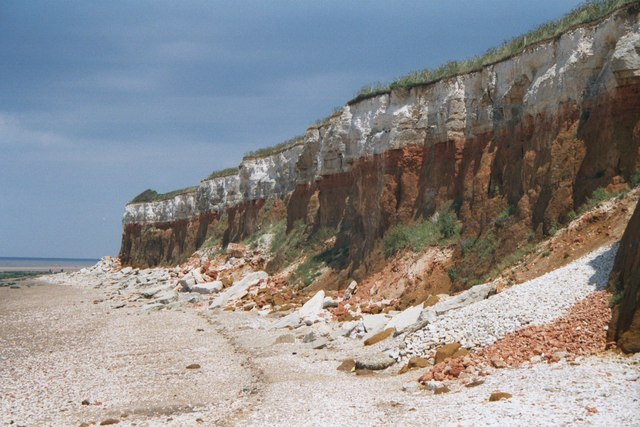
Après l'érosion marine, les différentes couches de sédiments qui constituent les côtes du comté de Norfolk sont facilement observables.

La géodiversité de la réserve est un facteur clé qui, de par sa richesse, a contribué à l'attribution du statut AONB (Norfolk Coast Area of Outstanding Natura) au site, qui fournit également des données probantes pour expliquer la genèse géologique de l'environnement de la région durant des millions d'années. Bien que les processus associés à la glaciation, qui ont apporté une influence très importante, n'impactent désormais plus le cycle biologique de la réserve, la zone continue à être façonnée activement par le processus d'érosion, de dépôt lent de sédimentation et d'altération. Le résultat est un paysage en perpétuelle évolution, résultant d'un mélange dynamique de processus géologiques du passé et du présent. La géologie de la roche-mère de la région est quant à elle structurellement simple, avec des roches anciennes exposées à l'ouest, plongeant doucement vers le bassin de la mer du Nord. Les roches les plus anciennes qui ont été identifiées sont le grès et l'argile, datant du Crétacé inférieur, qui forment une roche légèrement érodée. Surplombant la roche-mère, on constate une formation abondante de craie datant du Crétacé supérieur qui forme un deuxième escarpement érodé jusqu'à l'est, fournissant une toile de fond montagneuse à la partie nord-ouest de tout le comté, et offrant ainsi un paysage assez ouvert et vallonné. La craie contient de nombreux nodules de silex qui ont été érodés par les effets de la glaciation et éparpillés sous forme de tillite, riche en calcaire et en gravier de silex.

## Histoire

### Avant 1972

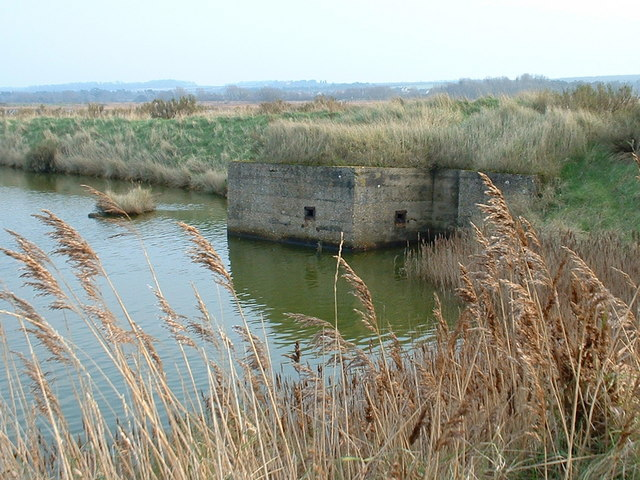
Vestiges d'un poste de défense maritime de la Seconde Guerre mondiale.

Titchwell Marsh est très tôt occupée par l'homme. Les hommes modernes et les de Néandertal y étaient déjà présents bien avant la fin de la dernière période glaciaire, il y a environ 100 000 ans. Le froid les a d'abord obligés à s'exiler vers un endroit moins hostile, puis ils y sont retournés lorsque la banquise a commencé à reculer vers le nord. Les archives archéologiques sont cependant assez médiocres jusqu'à il y a environ 20 000 ans, parce que le littoral était beaucoup plus au nord qu'aujourd'hui, et une grande partie du site se trouve actuellement sous la mer. Des outils en silex datant de l'époque mésolithique, notamment des lames mesurant jusqu'à quinze centimètres de longueur, sont trouvés sur les côtes actuelles de Titchwell Marsh. Ces outils ont été abandonnés sur les lieux qui se trouvaient alors à environ 70 kilomètres de la mer. D'autres outils sont découverts, datant cette fois du Paléolithique supérieur au Néolithique. Au fur et à mesure du recul de la glace, le niveau de la mer a monté, jusqu'à remplir l'actuelle mer du Nord, et rapprochant davantage le littoral de Norfolk de sa ligne actuelle. De nos jours, les restes de la forêt submergée peuvent encore être aperçus à marée basse. En 11 000 av. J.-C., les hommes modernes quittent Titchwell, alors que les tourbières commencent à se former derrière l'île barrière à l'est du site. Une couche de tourbe se forme également entre 1920 et 1680 av. J.-C., suivie d'une autre entre 1020 et 830 av. J.-C., favorisant les conditions marécageuses. Des débris de haches noircis par l'exposition à la tourbe et datant du Néolithique sont trouvés dans ces couches, qui abritent également deux cabanes préhistoriques assez bien conservées.
Les structures similaires datant de l'âge du bronze sont rares et elles peuvent être très utiles pour fournir des informations sur les premières méthodes de construction en bois. Des poteries médiévales et ultérieures sont également découvertes dans la réserve, alors que la tourbe et les limons qui recouvrent les sédiments déposés par le retrait des glaciers présentent des traces de labour datant de l'époque post-médiévale.
Le drainage des marais côtiers de Norfolk débute vers la fin du XVIIe siècle et au XVIIIe siècle. Les digues à la mer, dont la Old Lord's Bank, sont signalées sur les cartes à partir de 1786 mais sont délaissées en 1797. Au cours des 170 années suivantes , le marais s'est asséché, et est exploité par l'agriculture et l'élevage de bovins. En 1853, un énorme afflux de syrrhaptes paradoxaux est constaté dans toute la Grande-Bretagne, y compris à Titchwell Marsh avec un nombre considérable de couples reproducteurs.

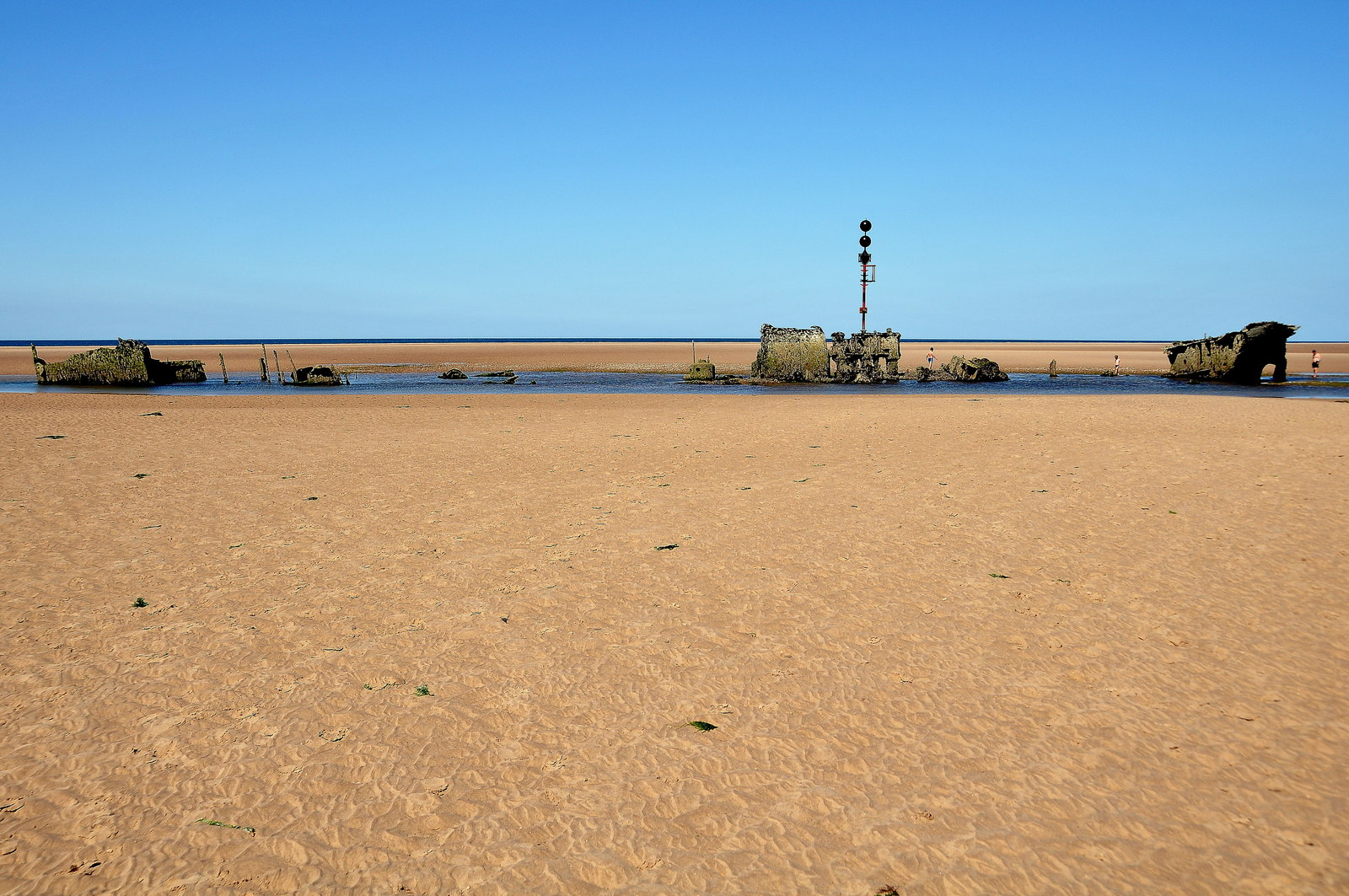
L'épave du SS Vina, en 2010.

Le marais de Thornham, qui se trouve à proximité à l'ouest de Titchwell Marsh, est utilisé entre 1914 et 1918 par le Royal Flying Corps pour tester de nouvelles bombes. Le site abrite également les vestiges d'un ancien hôpital datant de la Première Guerre mondiale et, sur la rive ouest du marais, un bâtiment en béton construit pendant cette guerre fut utilisé comme logement de vacances jusqu'à ce que l'armée britannique revienne sur les lieux en 1942.
Pendant la Seconde Guerre mondiale, des défenses militaires sont construites sur le site tandis que le drainage des terres agricoles derrière les rives est interrompu, ce qui provoque l'inondation de l'ancien marais. Des fossés grossiers sont ensuite creusés et des fortifications de campagne sont bâties à la hâte près de Old Lord's Bank. Entre 1942 et 1945, le marais est utilisé par le Royal Tank Regiment et divers véhicules militaires blindés manœuvrent sur le site, alors qu'une plate-forme d'entraînement à l'arme lourde est construite. Certaines îles sont aménagées pour recevoir des cibles « pop-up », manœuvrées par des câbles mus par des treuils. Ceux-ci se trouvaient dans un bâtiment dont les fondations subsistent sur l'île Hide. Les restes de la piste en béton triangulaire utilisée jadis par les chars sont également visibles sur le site,. Les activités militaires ont perduré après la guerre malgré le départ de la Royal Air Force pour Thornham entre 1950 et 1959. Les simulations de bombardement effectuées sur Titchwell Marsh étaient contrôlées depuis une tour démolie en 1962, dont les ruines, peu importantes, se trouvent au bout de la rive ouest,. Les restes de deux réservoirs pour char Covenanter sont également visibles à marée basse.
L'épave d'un navire cargo construit en 1894, le SS Vina, peut être vue à marée basse. En 1944, le navire est ancré au large afin de servir de cible à la Royal Air Force lorsqu'un coup de vent l'échoue à son emplacement actuel. Après la guerre, une partie de l'épave est récupérée comme ferraille. Il est cependant possible de visiter les restes du cargo, bien que cela soit potentiellement dangereux, le bateau ayant été coupé en deux lors du naufrage, et la partie visible étant rapidement submergée par la marée montante,. Un panneau d'avertissement recommande aux visiteurs de regagner immédiatement la rive lors du flot.
Après la construction des brise-lames, les marais sont à nouveau drainés et reconvertis en terres agricoles. La digue a cependant cédé après l'inondation causée par la mer du Nord en 1953, transformant toute la région en marais salé envahi par l'aster maritime. La construction d'un nouveau brise-lames tout autour de la réserve a créé une lagune d'eau douce peu profonde, avec une roselière au nord ainsi qu'un marais saumâtre dépourvu de végétation.

### Statut de protection RSPB et Site d'intérêt scientifique particulier
Entre 1970 et 1972, un couple de busards cendrés, le plus rare rapace de Grande-Bretagne, niche sur une roselière au cœur du site. La Royal Society for the Protection of Birds achète la réserve en 1973 pour 53 000 £ (l'équivalent de 578 000 £ en 2017). Plus tard, les busards cendrés ne sont plus revenus sur le site, mais on a pu constater la présence de quelques couples de busards des roseaux, ce qui par la suite incite la RSPB à améliorer l'habitat naturel et installer des infrastructures modernes comme le tout nouveau parking et un centre d'accueil pour les visiteurs. L'avocette, une autre espèce très rare au Royaume-Uni, s'établit à Titchwell Marsh à partir de 1984. Le centre d'accueil est agrandi entre 1987 et 1989 après l'accroissement du nombre de visiteurs. En 1991, les dunes à l'extrémité est de la plage près de l'ancien observatoire de sternes commencent à s'éroder après la montée de la marée océanique. C'est d'ailleurs pendant cette période que sont apparus les restes des bassins construits pendant la Seconde Guerre mondiale. L'année suivante, une promenade au bout de la plage ouest est aménagée afin de protéger les dunes et une plate-forme d'observation est construite à l'extrémité nord de la réserve. Une parcelle de douze hectares à l'est du site, qui servait autrefois de stand de tir est achetée par la RSPB en 1994 et une énorme quantité de fil de fer barbelé qui s'y trouve provoque alors des problèmes logistiques lorsque la zone est convertie en prairie de pâturage humide. Au cours de l'hiver, un vieil observatoire qui se trouve sur le bassin ouest est démoli et remplacé par un autre plus moderne. Les tempêtes de février 1996 ont ravagé la plupart des dunes à l'est de la promenade et érodé celles de l'ouest tandis que l'abri des oiseaux, qui est maintenant submergé à marée haute, est démoli. Vers la fin du XXe siècle, la RSPB effectue une restructuration importante du site, avec un nouvel agrandissement du centre d'accueil en 1997 et la construction d'un café en 1999, mais également l'aménagement d'une nouvelle promenade et d'un étang de libellules.
Les 171 hectares de la réserve ont une importance internationale, notamment en raison de la présence des oiseaux nicheurs et migrateurs. Elle est classée site d'intérêt scientifique particulier en 1973 et, en 1986, incluse parmi les 7 700 hectares de la North Norfolk Coast SSSI. Le site est également protégé par le réseau Natura 2000, la zone de protection spéciale, la convention de Ramsar et fait partie du Norfolk Coast Area of Outstanding Natural (AONB),,. Titchwell Marsh est la réserve la plus visitée du catalogue de la RSPB, avec environ 92 000 visiteurs par an.

## Accès et installations

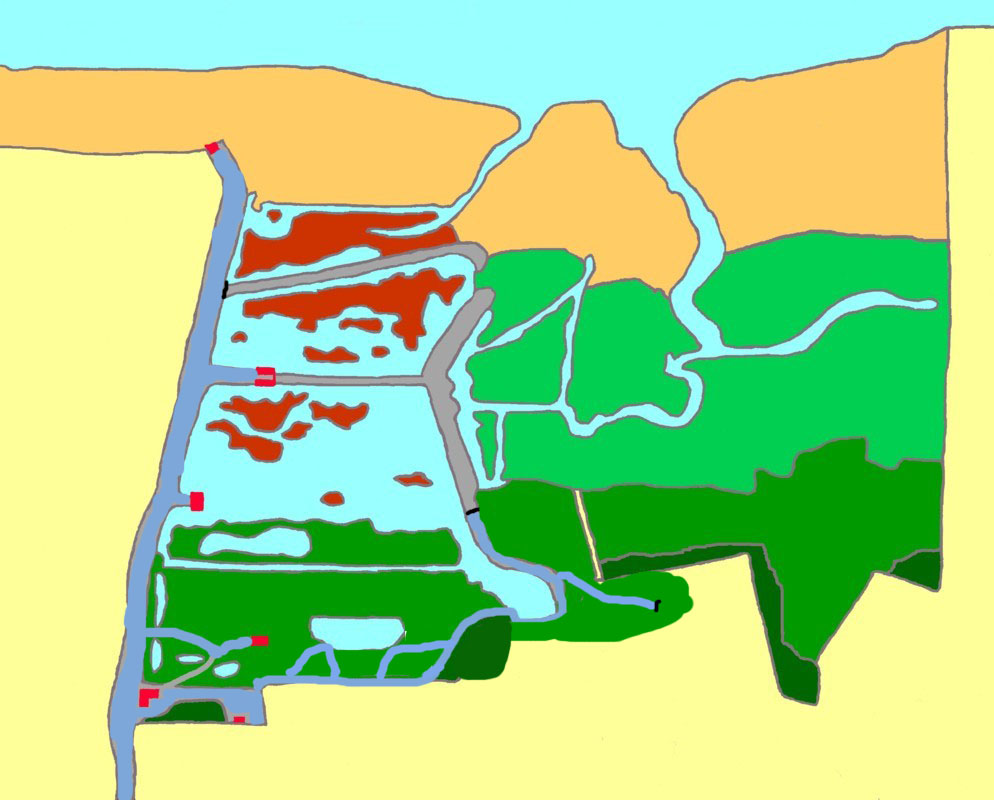
Plan général du site :
Marais salé
Roselière
Zones boisées
Ilots
Bâtiments

La réserve se trouve à proximité de la route A149 où passent la plupart des autobus locaux. La voie principale qui mène à la plage est publique, et est la seule partie de la réserve où les chiens sont autorisés. Le site est ouvert toute l'année et l'accès est gratuit pour les membres de la RSPB sur l'ensemble de la réserve et le parking. Le cœur de l'espace protégé est accessible depuis le centre d'accueil des visiteurs par un sentier long d'environ 950 mètres sur le bassin ouest.
Au sud de la forêt, tout autour du centre d'accueil, deux petits sentiers sont reliés par la voie principale : la piste de 200 mètres qui mène à la roselière et la promenade de 100 mètres qui passe près du marais humide et l'étang aux libellules. Le sentier principal continue vers le nord après la roselière jusqu'à la lagune d'eau douce et l'observatoire Islands Hide, puis rejoint une rive qui traverse la réserve. Les nouveaux observatoires Parrinder sont construits le long de cette rive. Le sentier continue en passant devant un barachois, puis sur une autre rive jusqu'au marais salé, se terminant par une ancienne plate-forme d'observation en bois surplombant les dunes, près de la plage. La réserve est ouverte au public tous les jours sauf à Noël et durant le Boxing Day,. La majeure partie du site ainsi que les installations qui s'y trouvent sont accessibles en fauteuil roulant mais la dernière partie du sentier qui mène vers la plage est rude et n'est accessible que par une rive abrupte.

## Faune et flore

### Oiseaux
La majorité des oiseaux qui se reproduisent dans la réserve niche dans les roselières, comme le busard des roseaux, le butor étoilé et l'avocette, l'oiseau emblème de la RSPB. Les butors avaient cependant cessé de se reproduire dans la réserve en 1989 à cause de la dégradation de l'écosystème et du manque important de proies, comme l'anguille d'Europe qui devenait de plus en plus rare dans les marais du site. Ce problème a été résolu en améliorant la gestion de l'eau autour des roseaux et en introduisant des rotengles dans la lagune, après quoi les butors ont recommencé à se reproduire à partir de 2004. En 2011, la réserve de Titchwell Marsh compte 80 nids d'avocettes, deux couples de butors eurasiens et quatre couples de busards des roseaux qui ont réussi à mettre à l'envol sept petits oisillons.
On compte également d'autres espèces d'oiseaux nicheurs comme le pluvier grand-gravelot ou l'huîtrier pie qui peut être observé dans les dunes de sable, ou les râles d'eau qui nichent dans la roselière. Le phragmite des joncs, la rousserolle effarvatte et la bouscarle de Cetti nichent quant à eux dans les zones humides du site, qui abrite par ailleurs une importante colonie d'aigrettes garzettes. Au début de l'été, des espèces migratrices plus rares comme la mouette pygmée, la guifette noire, la spatule blanche ou la sarcelle d'été quittent la réserve afin de se reproduire dans un environnement plus propice.
En automne, d'autres espèces arrivent du nord, comme la barge à queue noire, le bécasseau cocorli et le bécasseau minute qui passent à Titchwell Marsh pour se ravitailler tandis que d'autres s'y établissent pour passer l'hiver,. C'est aussi la bonne période pour admirer les panures à moustaches. Le grand Labbe, le labbe parasite, le fou de Bassan et la mouette tridactyle s'aventurent parfois au large afin de profiter des vents favorables.
Une importante variété de canards hiverne également à Titchwell, notamment les canards siffleurs, les sarcelles d'hiver, les canards colverts, les canards chipeaux, les garrots à œil d'or et les canards pilets. Au large, les macreuses noires et quelques eiders à duvet se mélangent avec les hareldes kakawis, les macreuses brunes ou les plongeons catmarins. Les bernaches cravants qui nichent dans la réserve se nourrissent de laitue de mer et d'autres algues vertes et une centaine de pluviers dorés se perchent tout autour du site pendant la marée haute. Le soir, une importante colonie d'oies à bec court rôde autour du site pour y passer la nuit tandis que les chouettes effraies et quelques busards des marais s'établissent au bord du marais. C'est aussi la saison des nuées chez les sizerins flammés et les bruants des neiges rôdent à cette période à proximité de la plage.
L'emplacement de la réserve justifie la présence d'oiseaux migrateurs, parfois en grand nombre lorsque les conditions météorologiques sont optimales,. Mais le changement climatique a favorisé l'apparition d'espèces erratiques. Une échasse blanche, surnommée « Sammy », s'établit sur la réserve en 1993 jusqu'à sa disparition en 2005. Des espèces rares comme le bécasseau de Baird, le bécasseau falcinelle, le rossignol progné et le sizerin blanchâtre s'installent à Titchwell Marsh en 2004. Un bécasseau à échasses arrive en 2005 puis une glaréole à ailes noires et enfin une bergeronnette printanière en 2009,.

Quelques espèces d'oiseaux présentes dans la réserve
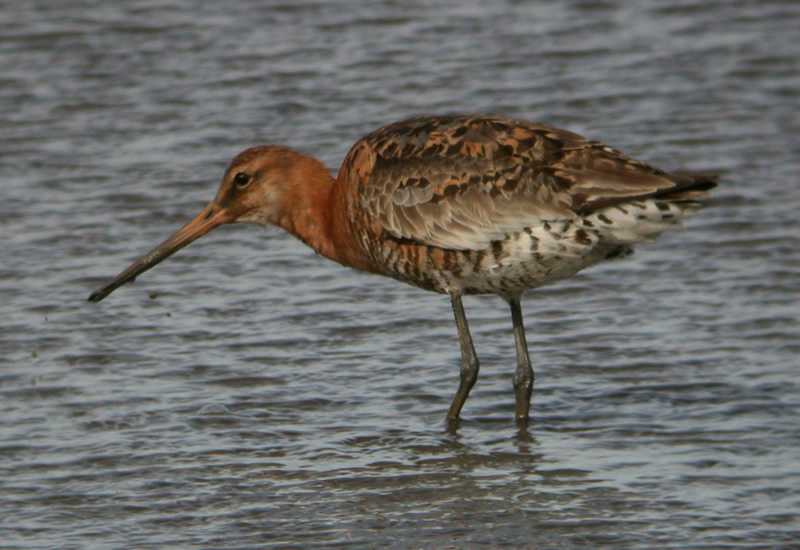
La barge à queue noire passe à Titchwell Marsh pour se ravitailler pendant les périodes de migration.
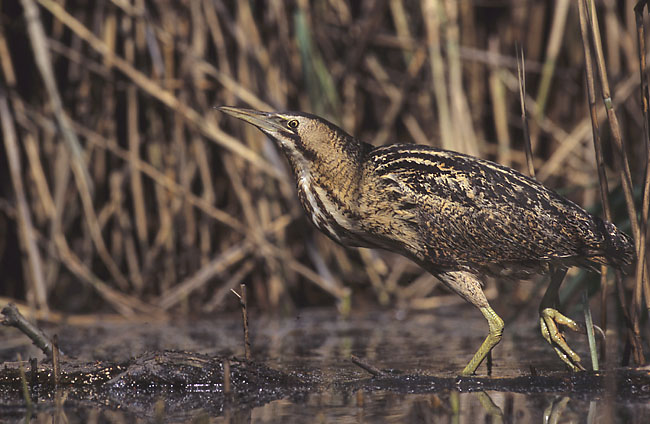
Le butor étoilé est l'une des espèces les plus menacées de la réserve.
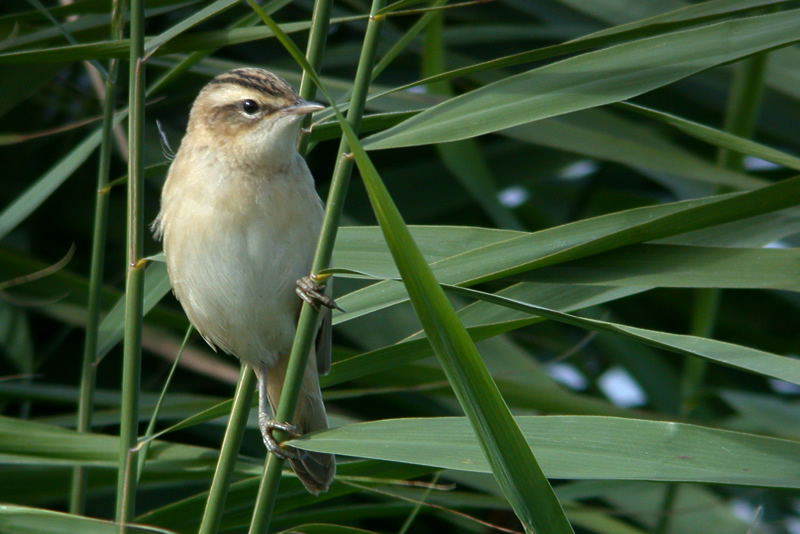
Le phragmite des joncs se reproduit dans le marais de la réserve.
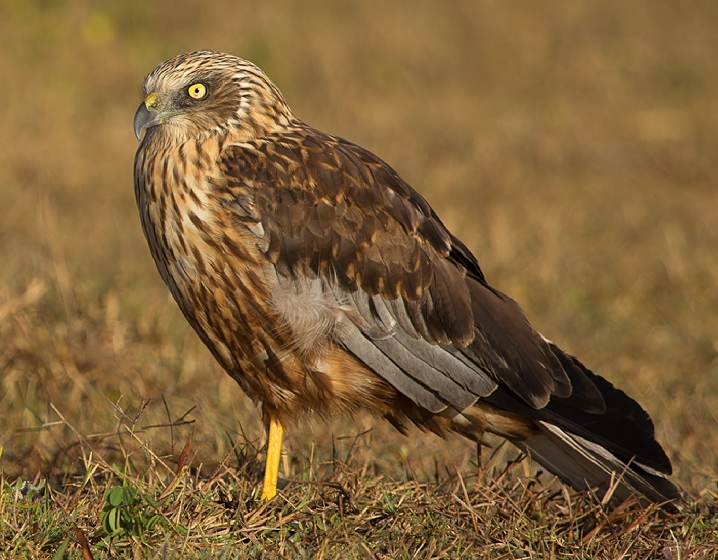
Le busard des roseaux niche dans les roselières.
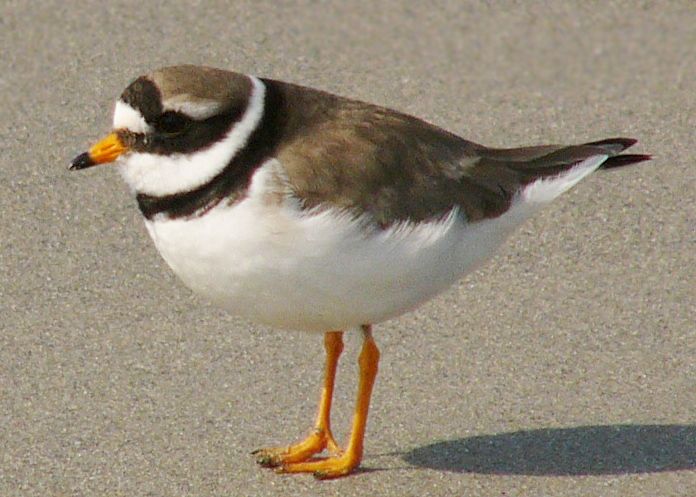
Le pluvier grand-gravelot niche dans les dunes de sable.
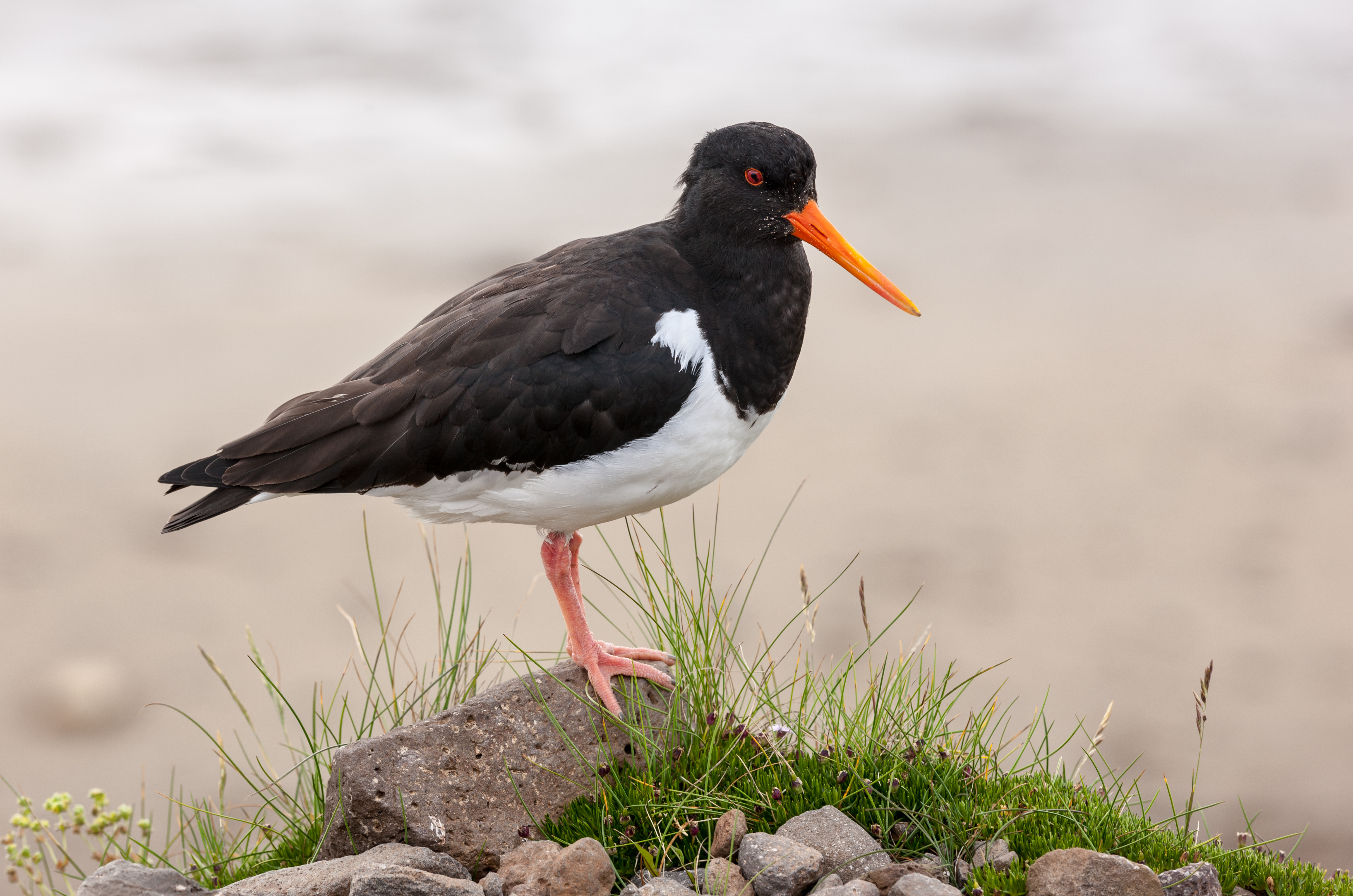
L'huîtrier pie niche également dans le sable.
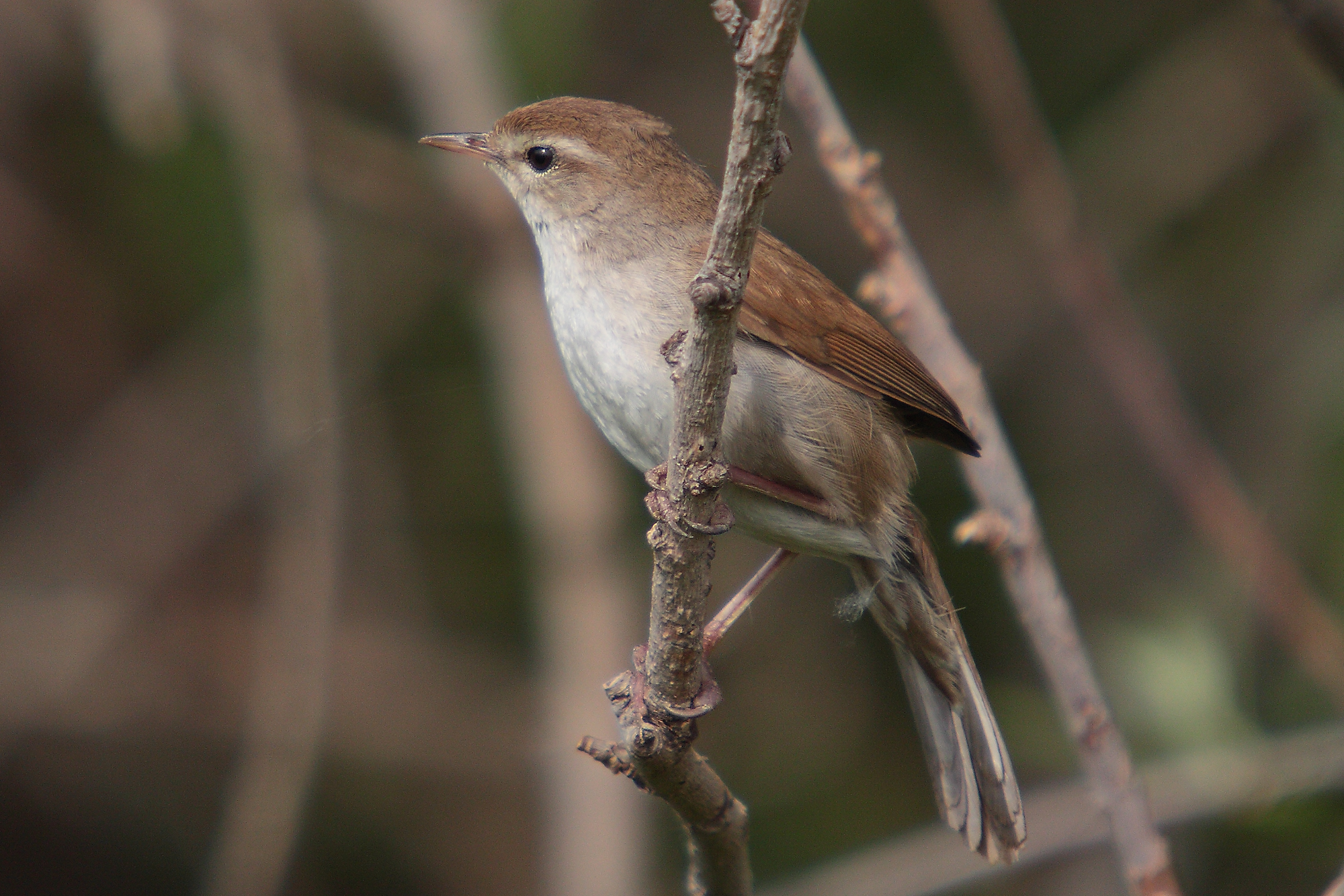
La bouscarle de Cetti affectionne les zones humides de la réserve.
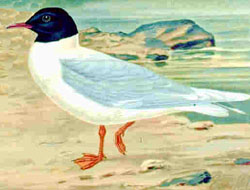
La mouette pygmée, fait partie des espèces migratrices qui passent dans la réserve.
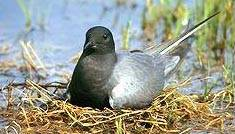
La guifette noire fait également partie des espèces migratrices faisant escale à Titchwell.
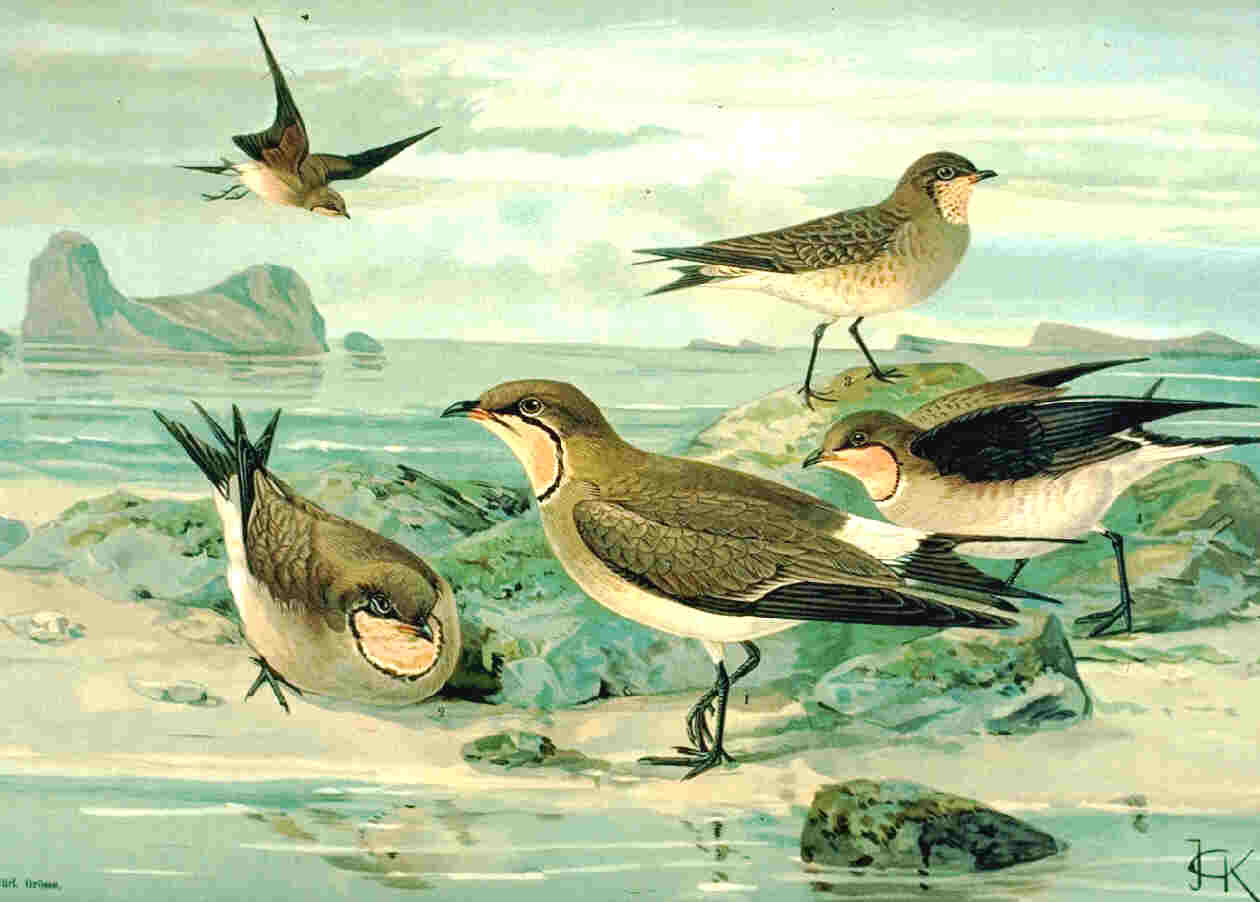
Des glaréoles à ailes noires.
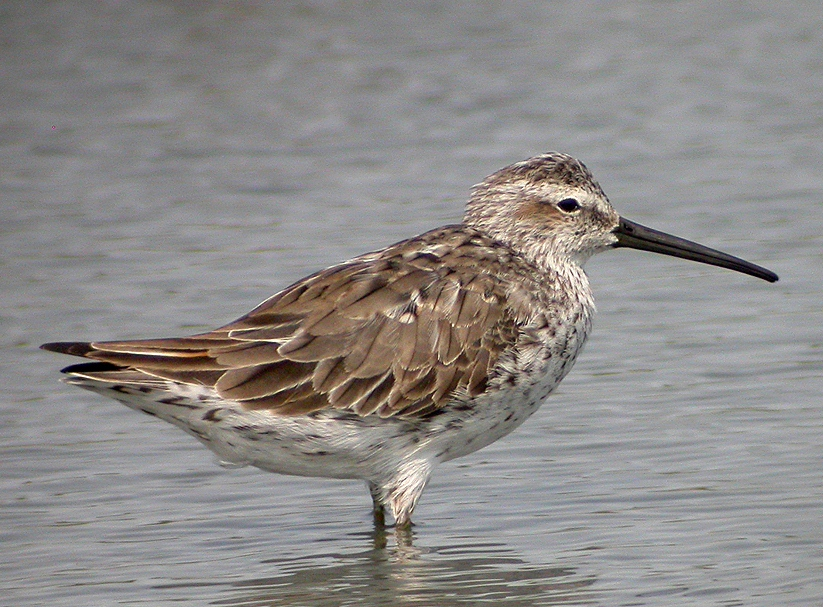
Un bécasseau à échasses.
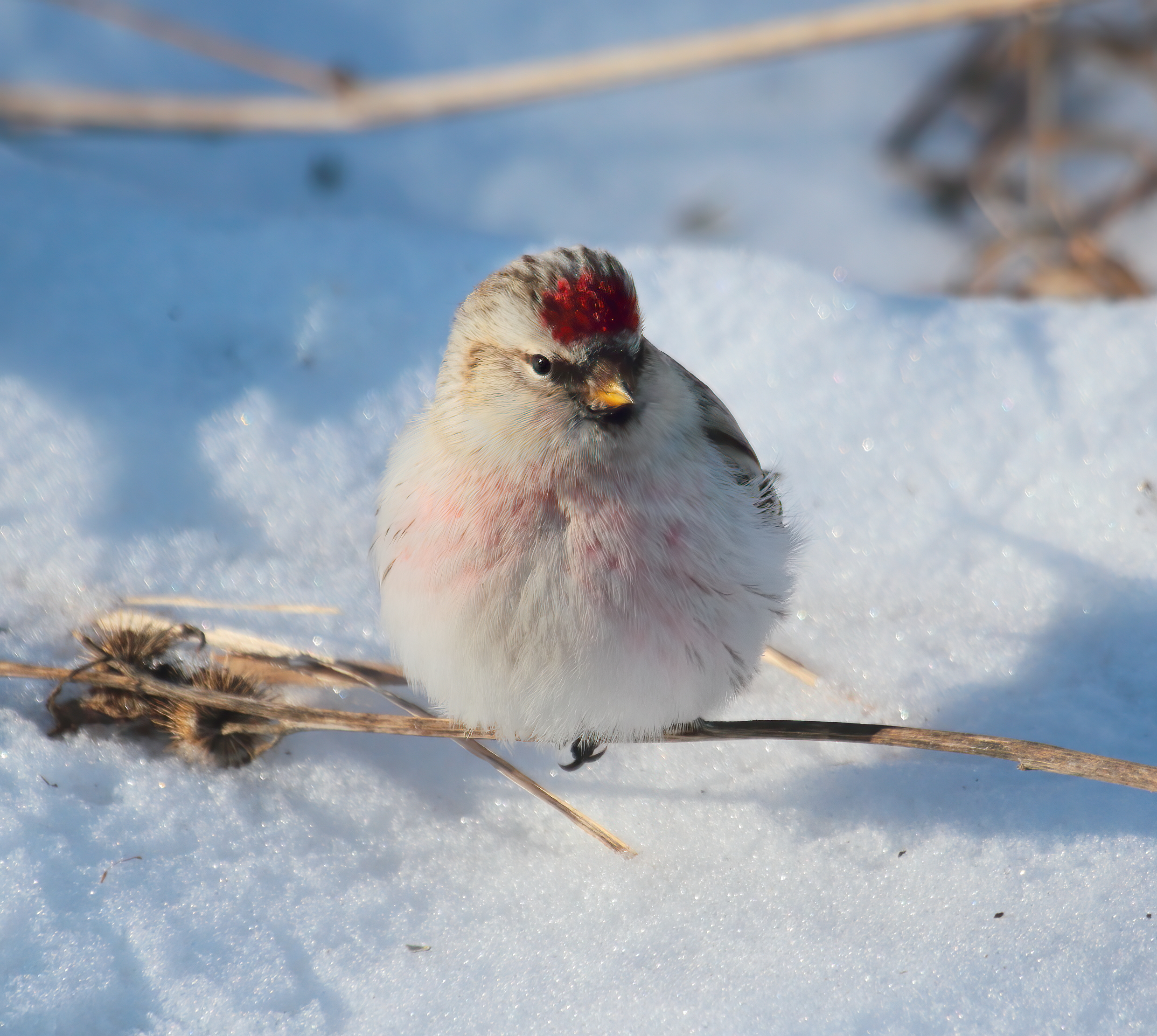
Un sizerin blanchâtre.

### Autres animaux et plantes
Le campagnol terrestre (Arvicola amphibius) est une espèce de rongeur très menacée au Royaume-Uni, notamment à cause de l'introduction du vison d'Amérique qui est son unique prédateur. Cependant, il est encore présent dans la réserve, qui compte parmi les nombreux sites de l'Est-Anglie possédant un statut d'importance nationale. En outre, des phoques communs et quelques phoques gris se prélassent aux alentours de la plage. Le site abrite aussi d'autres vertébrés comme l'anguille d'Europe, le crapaud commun ou l'épinoche Gasterosteus aculeatus.

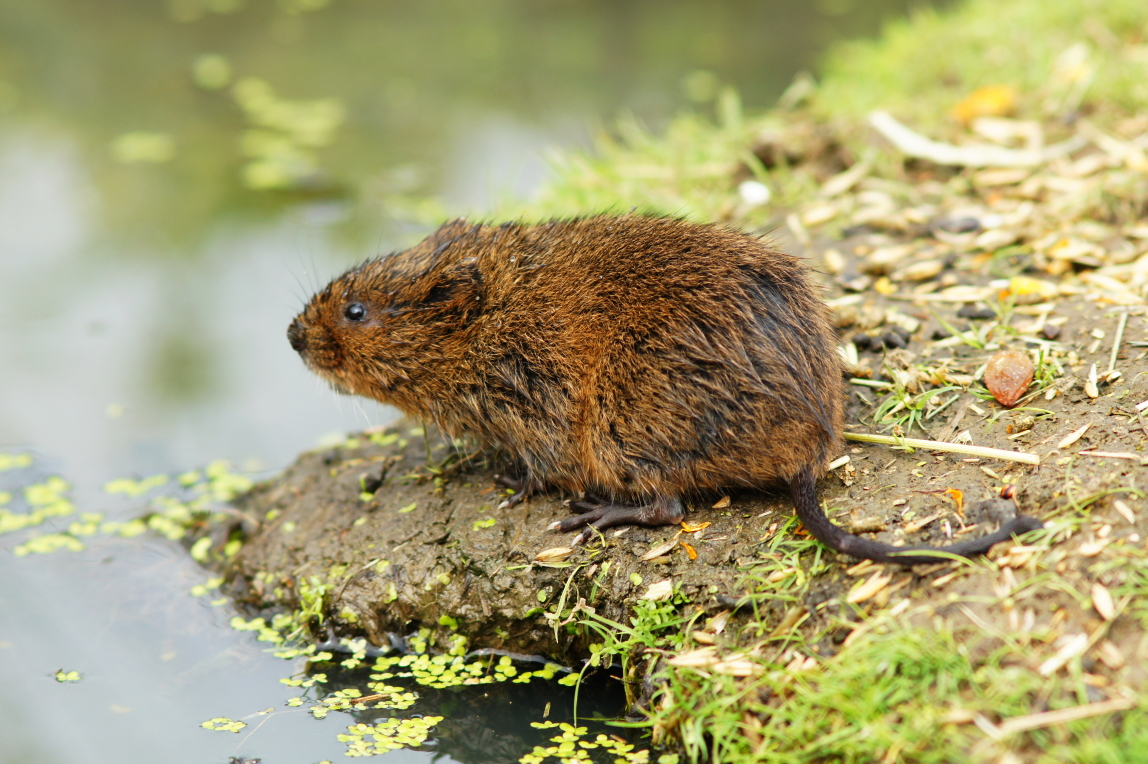
Le campagnol terrestre, une espèce de rongeur menacée d'extinction.

En été, l'étang des libellules peut contenir jusqu'à dix espèces différentes d'odonates. Une espèce très rare de papillon de nuit, la Senta flammea, est présente dans la réserve de Titchwell Marsh depuis 1996, mais aussi des espèces migratrices de lépidoptères comme la belle-dame, la teigne des crucifères (Plutella xylostella) et surtout le gamma (Autographa gamma) qui peut se reproduire en très grand nombre. On en a en effet recensé plus de 90 000 spécimens en juillet 2010. Ils se nourrissent essentiellement de statice de l'ouest.
Les alentours du marais salé contiennent des salicornes et des spartines anglaises, surtout dans les zones les plus exposées. Une importante variété d'autres plantes y pousse également tout au long de l'année et selon les conditions climatiques : d'abord les asters maritimes, puis la lavande de mer mais aussi l'Obione faux-pourpier qui envahit les ruisseaux du site. Les plantains maritimes et autres plantes des marais s'épanouissent également dans la réserve et les zones les plus sèches contiennent des herbes marines comme le chiendent piquant et la glycérie maritime. Les roselières sont dominées par le roseau commun, le jonc de Gérard, le renoncule peltée, le scirpe maritime et la massette à larges feuilles qui, quant à elle, affectionne les milieux humides.

## Tourisme

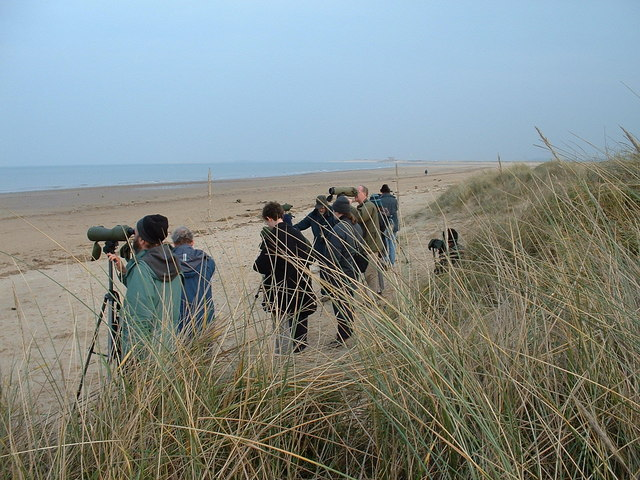
Les visiteurs ornithologues aident à soutenir l'économie locale.

Les visiteurs de Titchwell peuvent explorer une diversité d'habitats fauniques bien riche. Un jardin faunique récemment créé sert de réplique miniature à la réserve, avec notamment des directives simples qui peuvent être copiées par les visiteurs afin de créer des « mini » habitats fauniques chez eux. Il est également possible d'effectuer des promenades guidées à travers les sentiers naturels, et les activités disponibles sur le site vont de la baignade dans l'étang à l'observation des étoiles et, avec les offres spéciales nuit et exploration, les visiteurs ont la possibilité de passer la nuit dans la réserve pour découvrir les espèces nocturnes abritées par le site. La réserve possède par ailleurs un café et une boutique de souvenirs.
En tant que réserve la plus fréquentée de la RSPB, Titchwell Marsh apporte un impact économique important sur sa localité par l'arrivée massive d'ornithologues ou de simples visiteurs lors de la période de migration des oiseaux. Une enquête de 2002 a indiqué qu'environ 137 700 visiteurs ont dépensé 1 800 000 £ en 1998. Le petit village de Titchwell possède deux hôtels trois étoiles et une boutique de télescopes et jumelles, bien qu'il n'y ait pas de centre commercial ni de pub.
Un sondage effectué en 2005 à Titchwell Marsh ainsi que dans cinq autres sites côtiers de North Norfolk a démontré que 39 % des visiteurs se sont consacrés à l'observation ornithologique. Les 7,7 millions de visiteurs et les 5,5 millions de personnes qui ont passé la nuit dans la région en 1999 auraient dépensé, selon les estimations, 122 millions de livres sterling et permis d'entretenir l'équivalent de 2 325 emplois à temps plein.

## Menaces sur l'écosystème

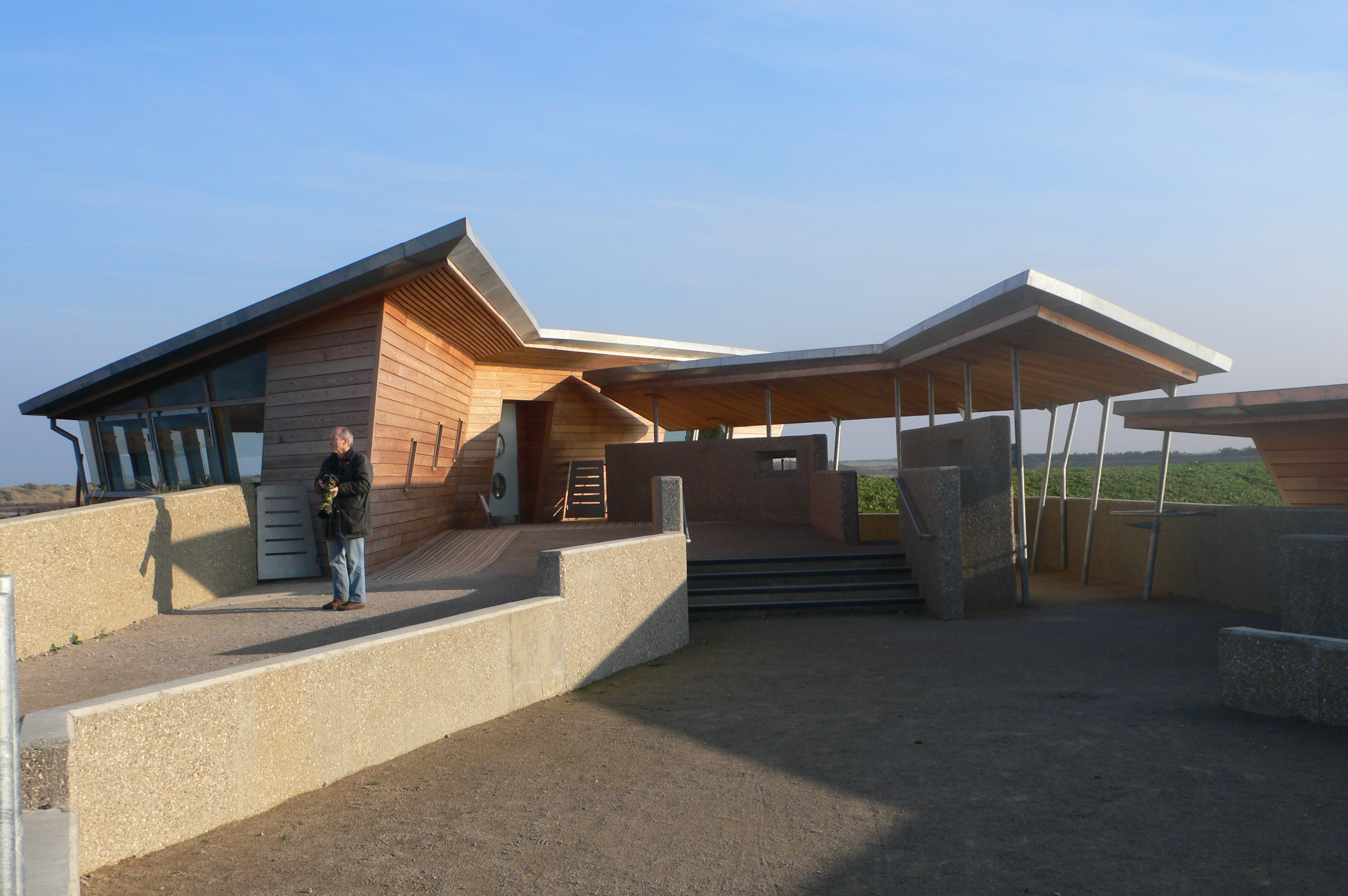
Le nouvel observatoire construit en 2011.

Les roches friables de la côte nord du Norfolk sont rongées par la mer depuis des siècles, ce qui a provoqué l'érosion de la plage et des dunes de sable qui protègent la lisière nord de la réserve ; le changement climatique augmente considérablement le risque de trouble majeur sur l'écosystème des zones d'eau douce. La perspective d'une météorologie de plus en plus orageuse pourrait en outre endommager la dune et exposer la terre molle des berges aux vagues : la marée océanique pourrait éroder peu à peu ces berges en dépit de la mise en place de brise-lames, comme c'était le cas lors des inondations de 1953. Quoi qu'il en soit, la valeur de conservation naturelle de la réserve pourrait être affectée, surtout après la régression de la population de butors. La berge extérieure est ensuite réaménagée. Entre 2010 et 2011, les berges est et ouest de la réserve sont renforcées et la digue qui se trouve au nord du marais est reconstruite sur la ligne de l'ancien bassin Parrinder. L'ancien observatoire Parrinder est remplacé par deux autres observatoires plus modernes, mais conserve quand même son nom d'origine. Conçus par Haysom Ward Miller, ces observatoires sont récompensés par la Royal Institute of British Architects pour la beauté de leur style architectural. L'ancien marais saumâtre au nord du nouveau mur est aussi réaménagé en créant une brèche sur la rive est. Cela permet l'inondation par les marées et l'établissement éventuel de marais salés sur ce qui est désormais appelé le marais Volontaire. Le nouveau marais salé protégera le mur de Parrinder récemment reconstruit, ce qui ralentira l'érosion. Néanmoins, on estime que d'ici 2060, la plage pourrait s'approcher davantage des alentours du marais. D'autres améliorations sont apportées aux roselières et aux îles de la lagune d'eau douce et un nouveau canal est creusé. De nouvelles roselières sont par ailleurs créées à l'est de Fen Hide, accessibles par des sentiers ouverts en 2012. La première partie du sentier est ouverte toute l'année mais le « sentier d'automne », qui traverse la forêt jusqu'au coin sud-est de la réserve, n'est accessible que d'août à octobre.

## Gestion et règlementation
Le site est géré par la Royal Society for the Protection of Birds depuis 1973, qui possède également l'intégralité du terrain de la réserve. Cet organisme possède plus de 200 réserves réparties dans toute la Grande-Bretagne.
En ce qui concerne les règlements en vigueur pour les visiteurs, il est interdit d'y promener les chiens, sauf sur la voie principale publique qui mène vers la plage. Il faut également respecter une certaine distance vis-à-vis des oiseaux pendant leur observation. L'accès au site et le parking sont gratuits pour les membres et payants pour les simples visiteurs. La réserve naturelle de Titchwell Marsh est ouverte toute l'année sauf à Noël et durant le Boxing Day.

## Galerie

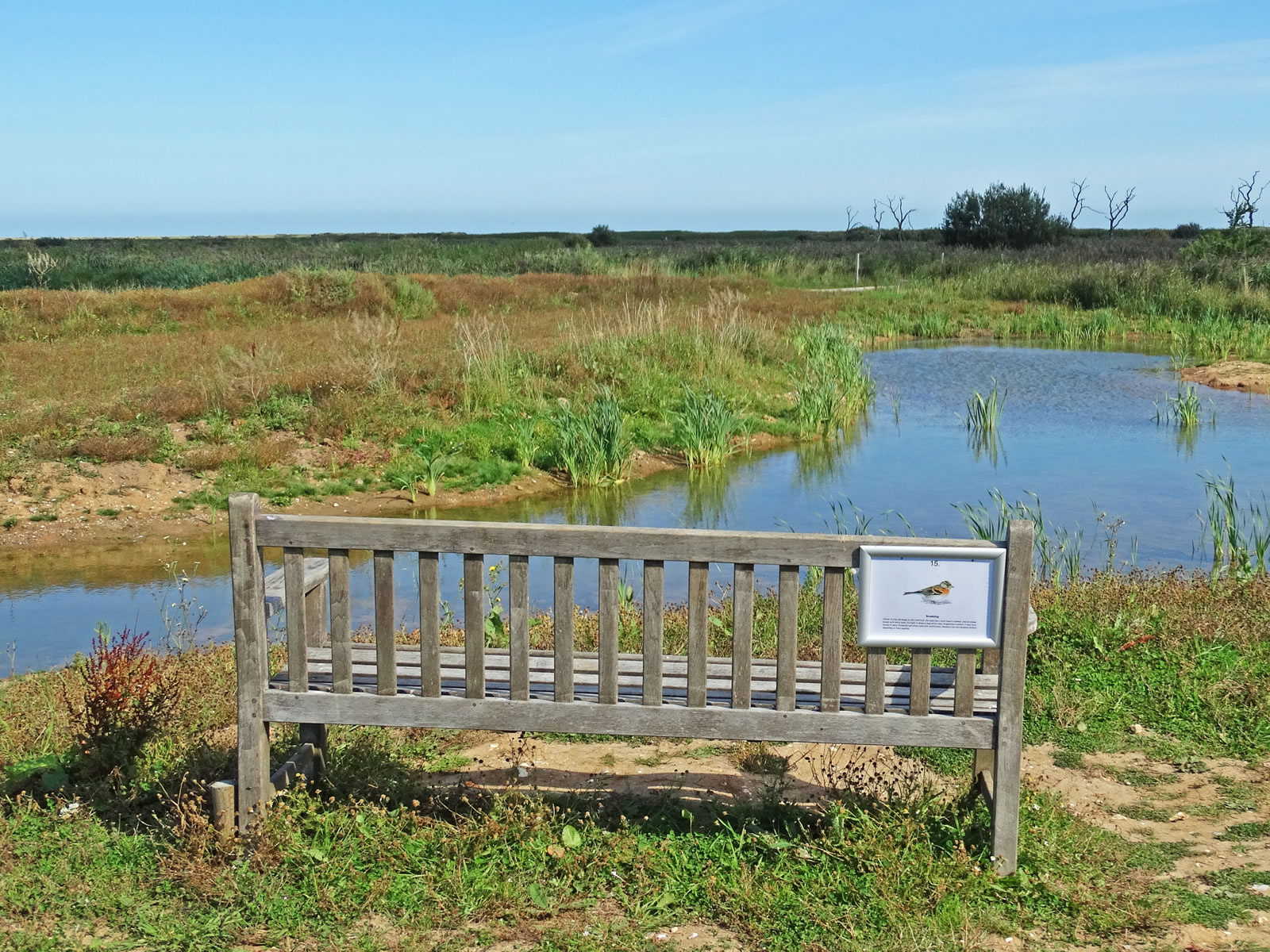
Vue de la roselière.
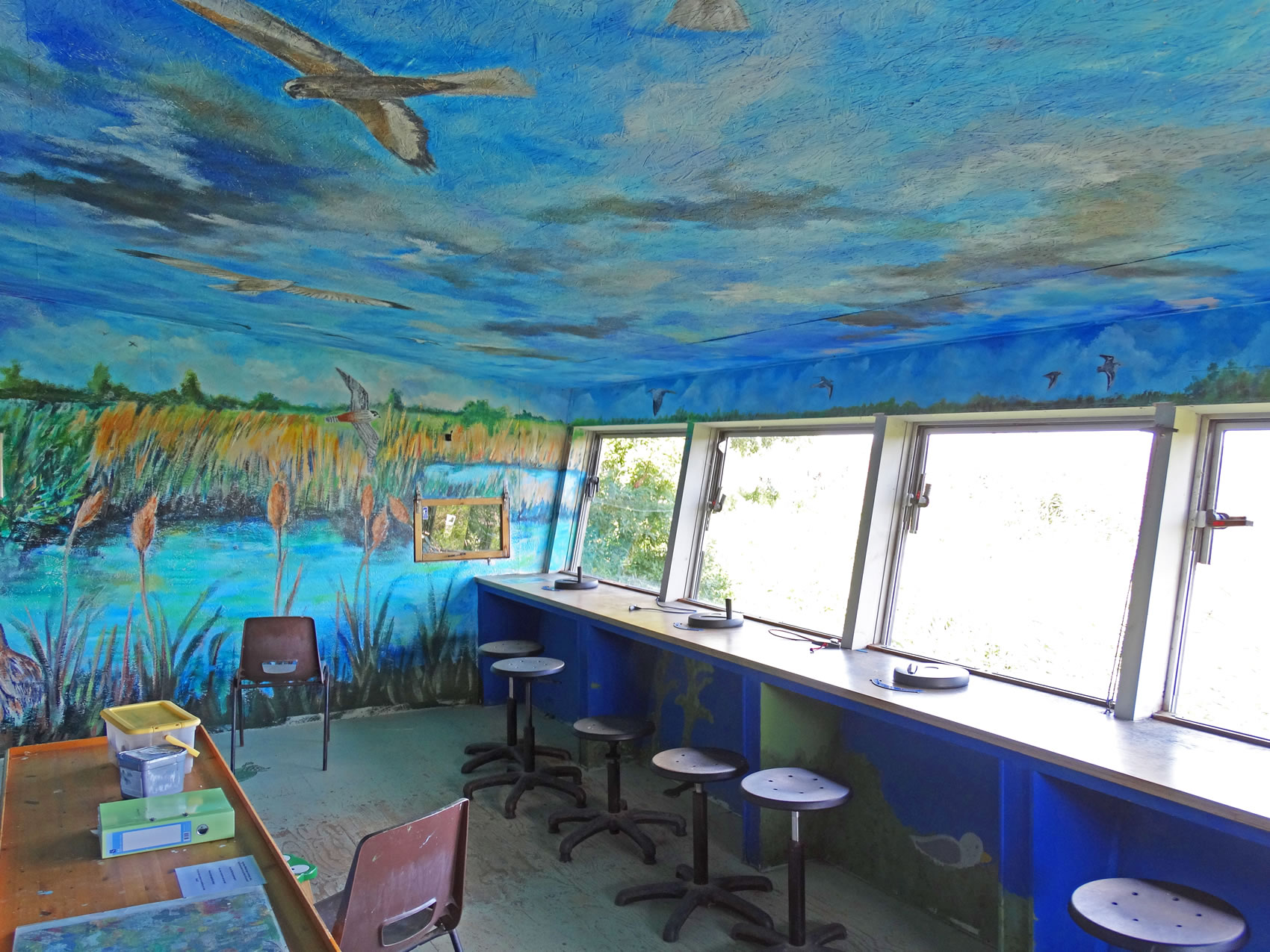
Intérieur de l'observatoire de sternes.
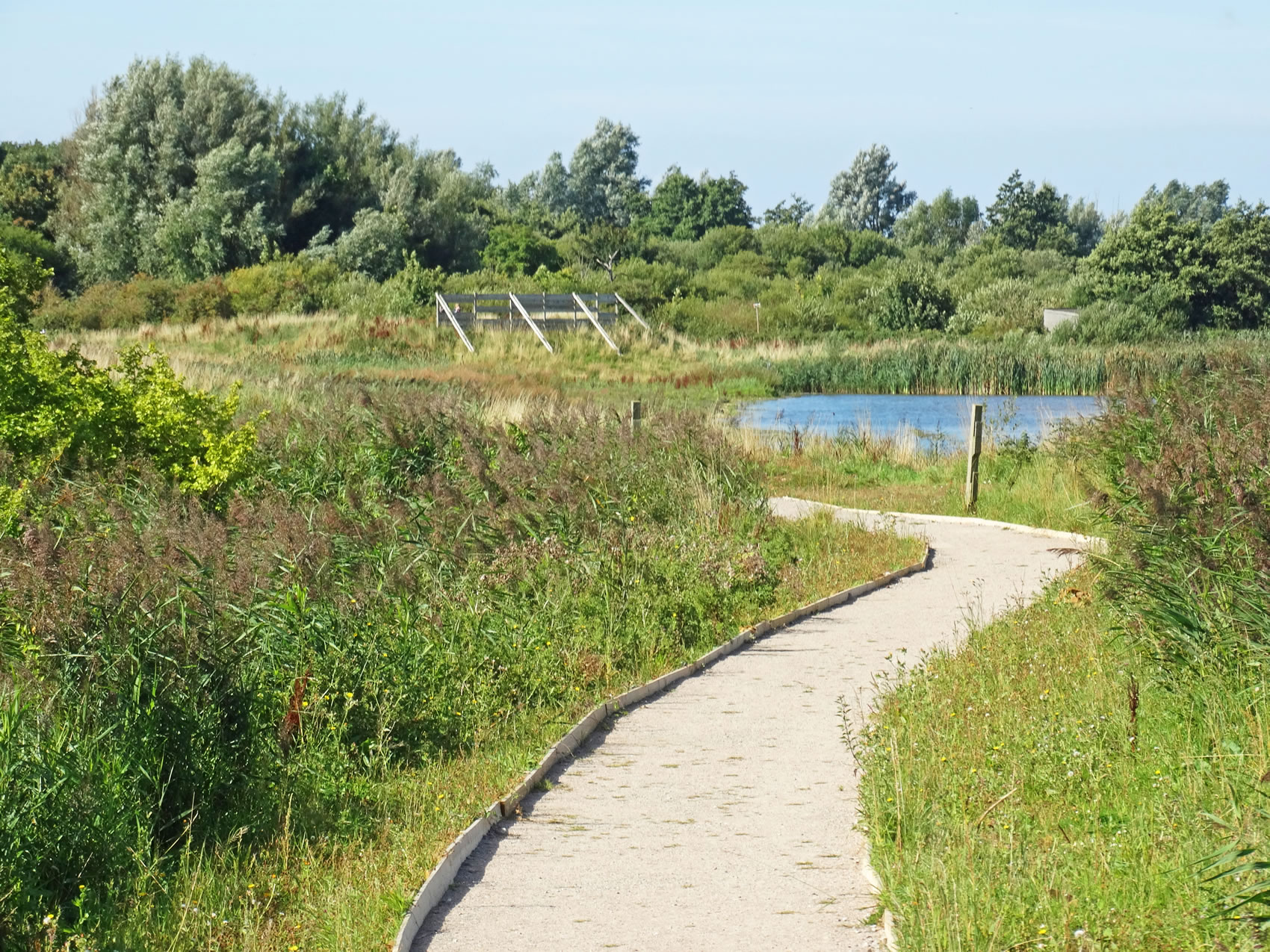
Sentier à l'est du site.
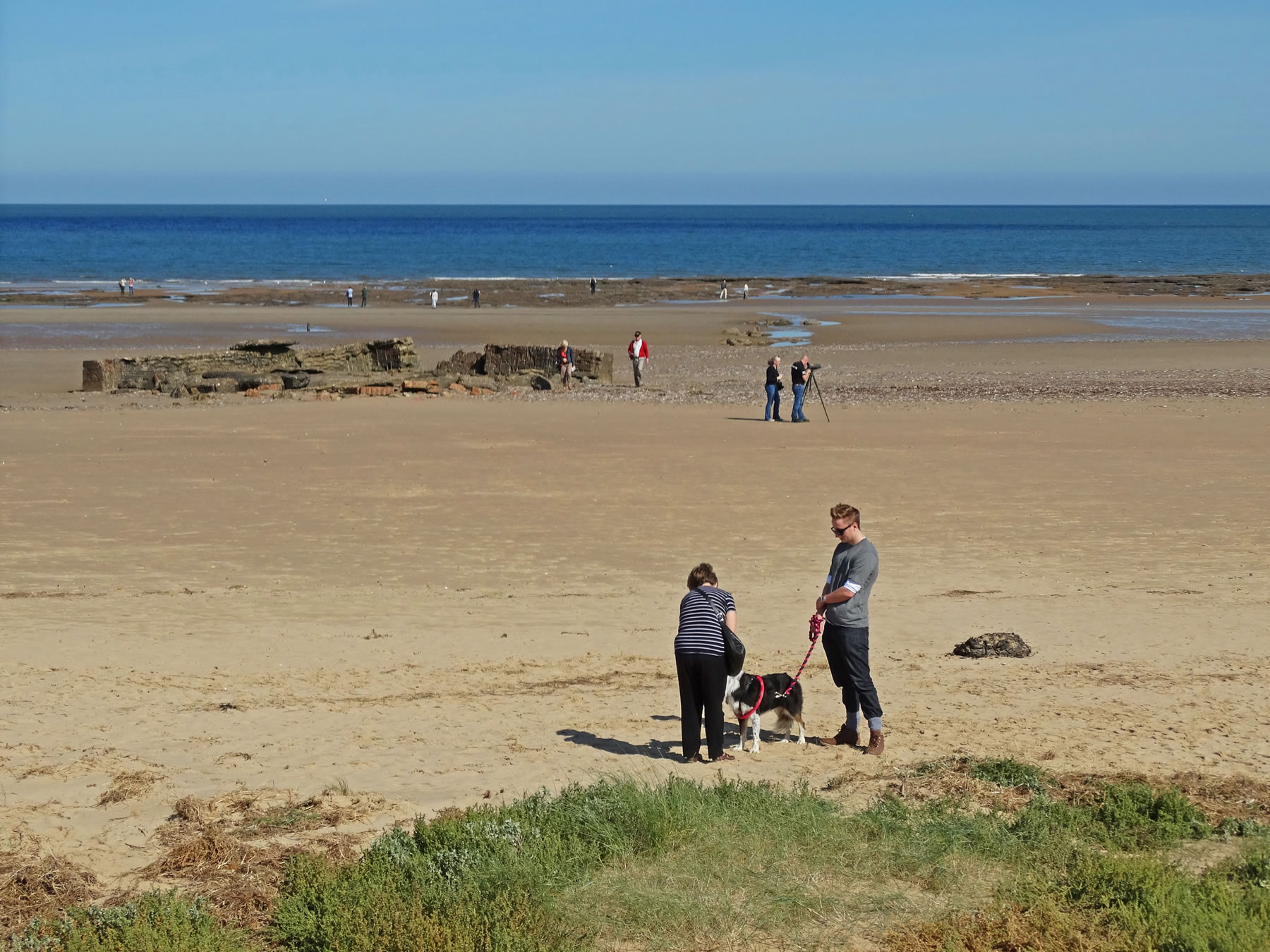
La plage principale.
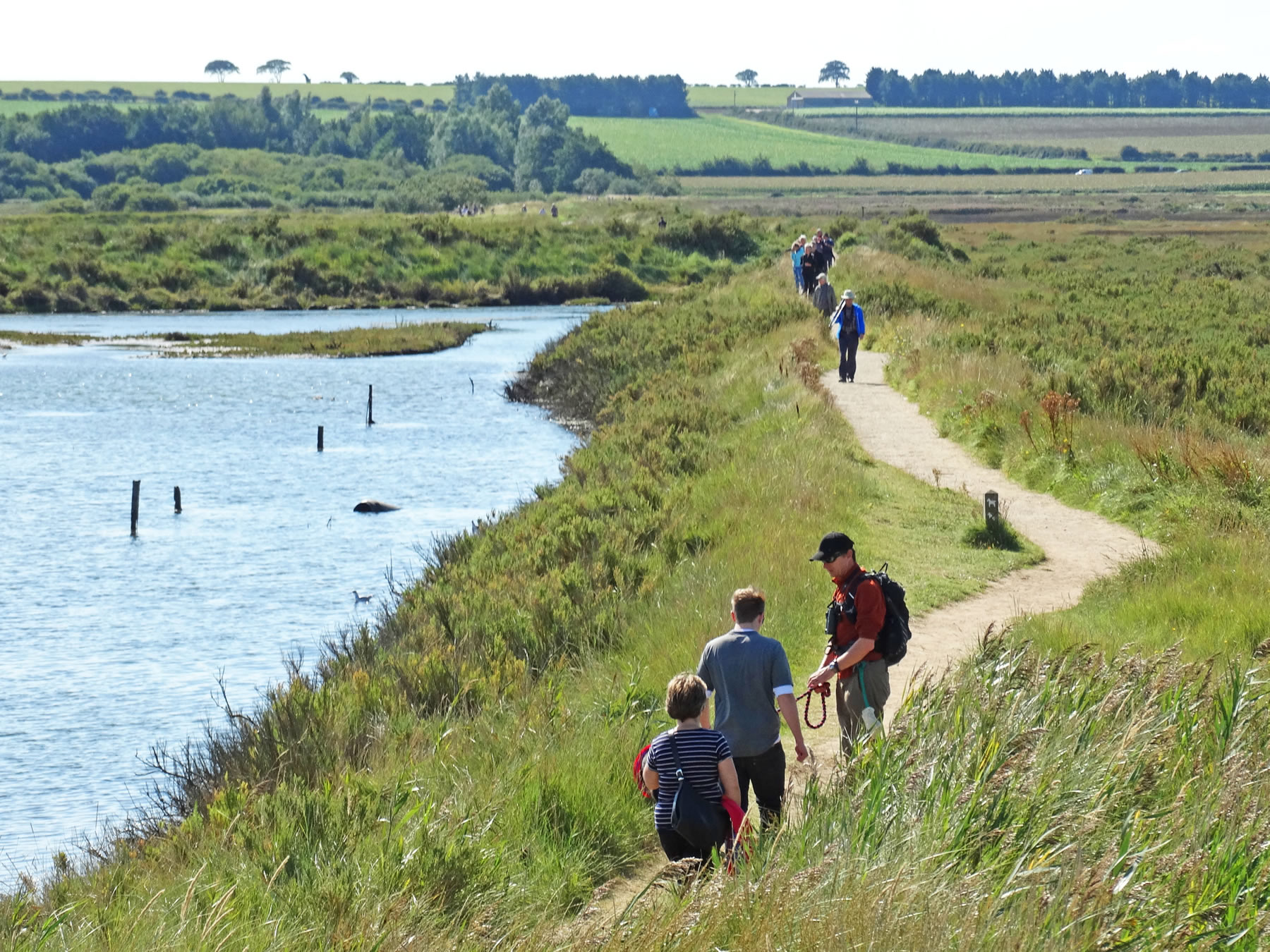
Sentier menant vers la plage.
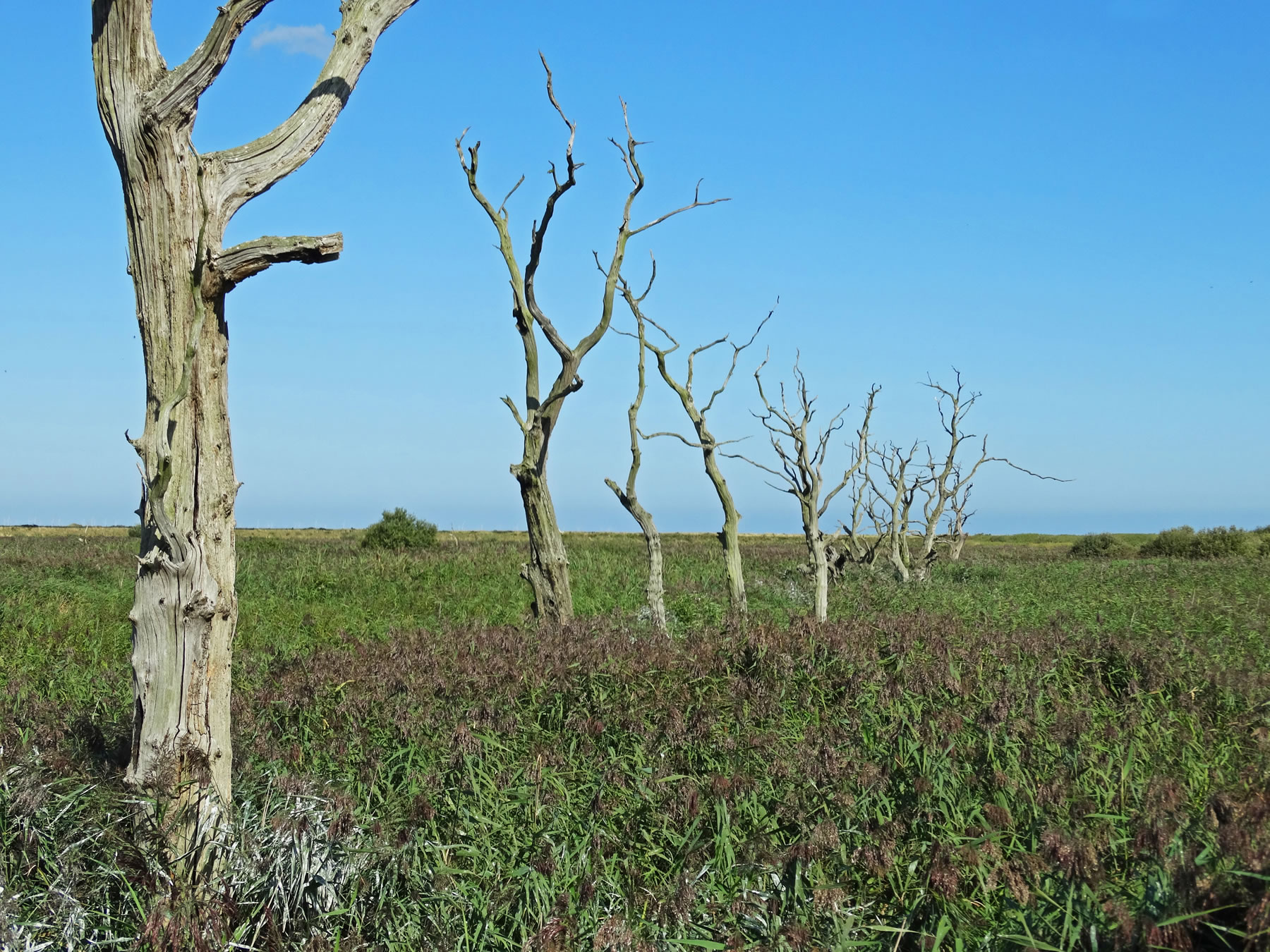
Arbres morts tout le long du « sentier d'automne ».
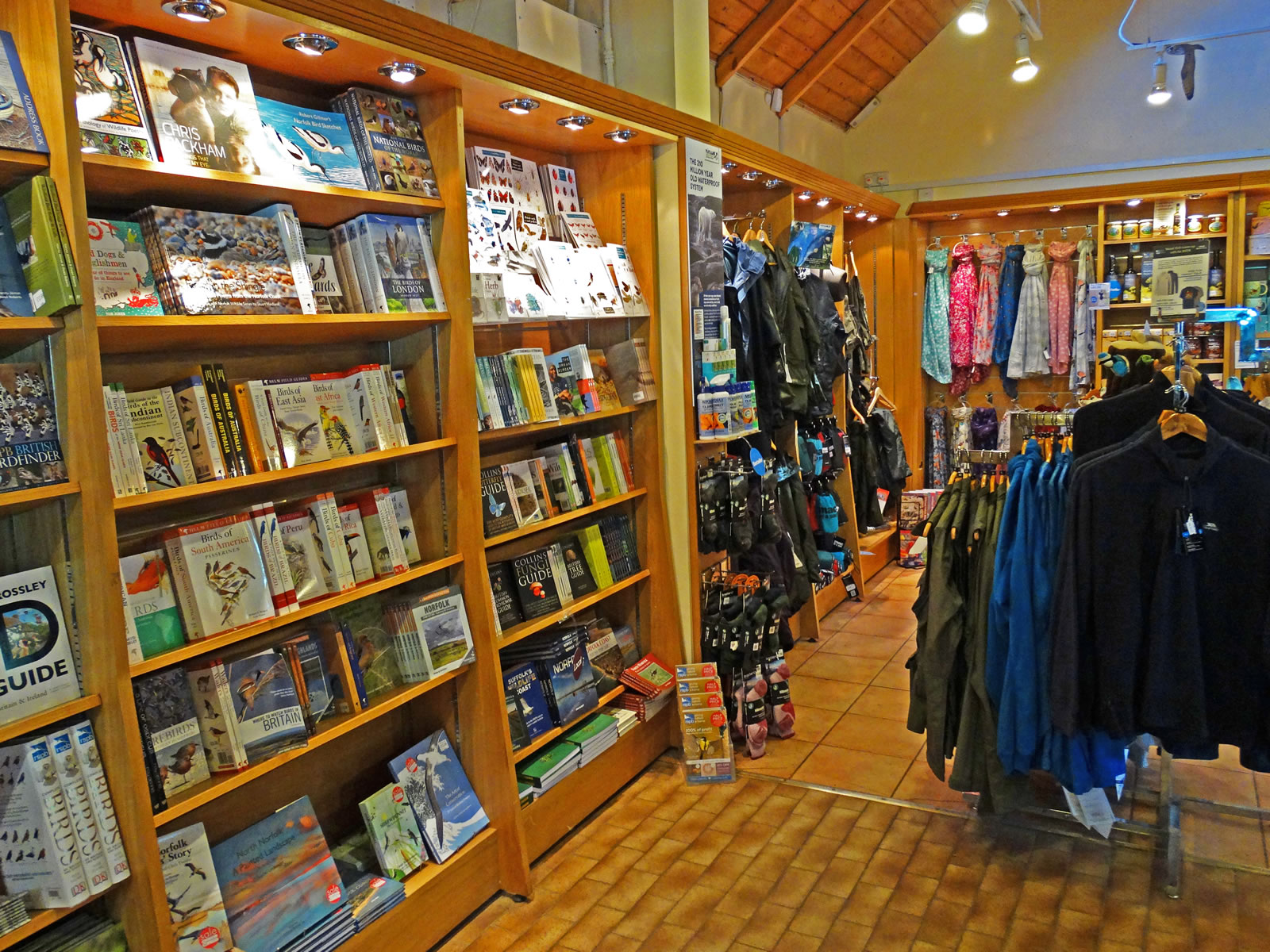
Intérieur de la boutique de souvenirs.
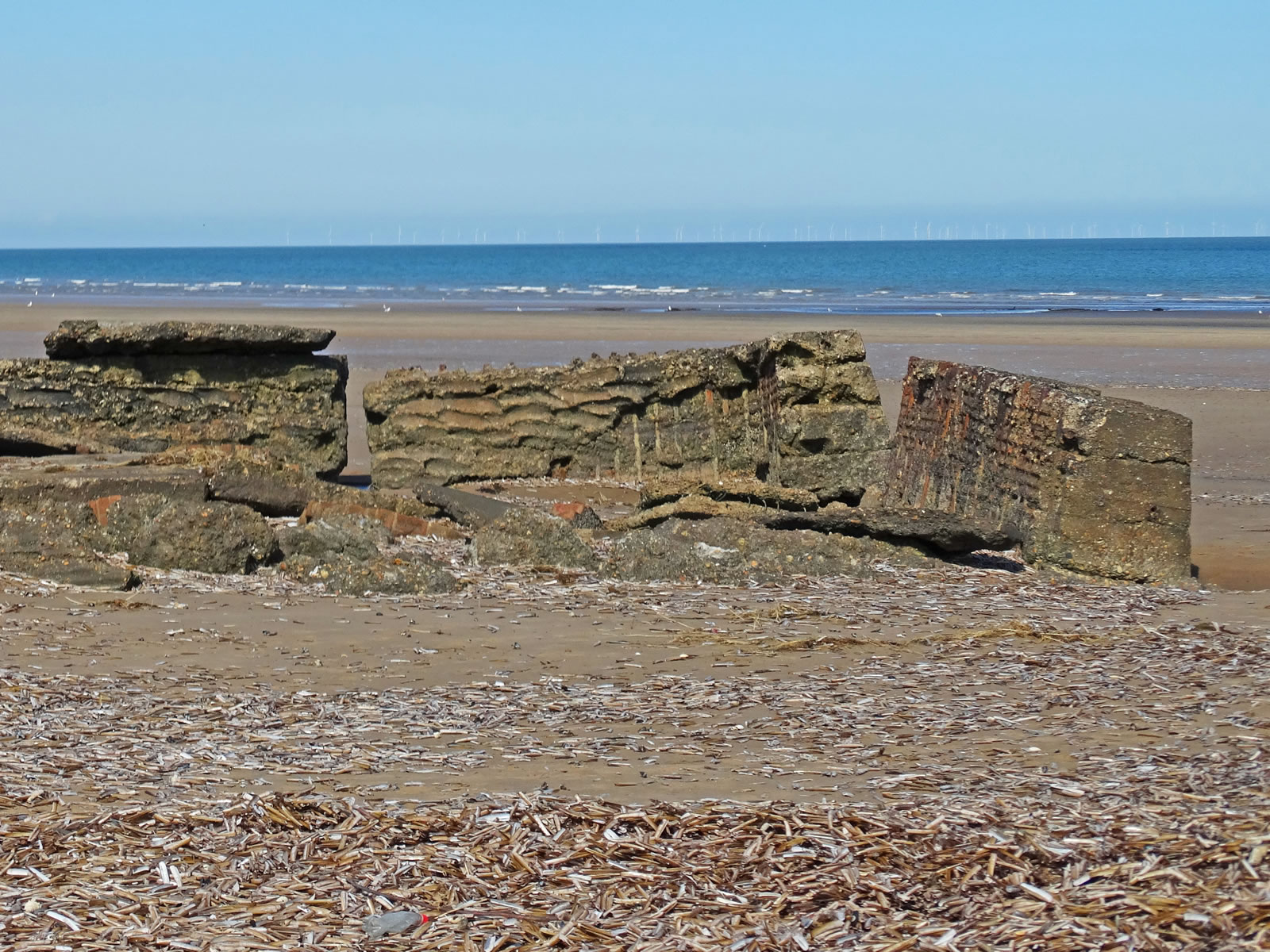
Les restes d'un bunker datant de la Seconde Guerre mondiale.
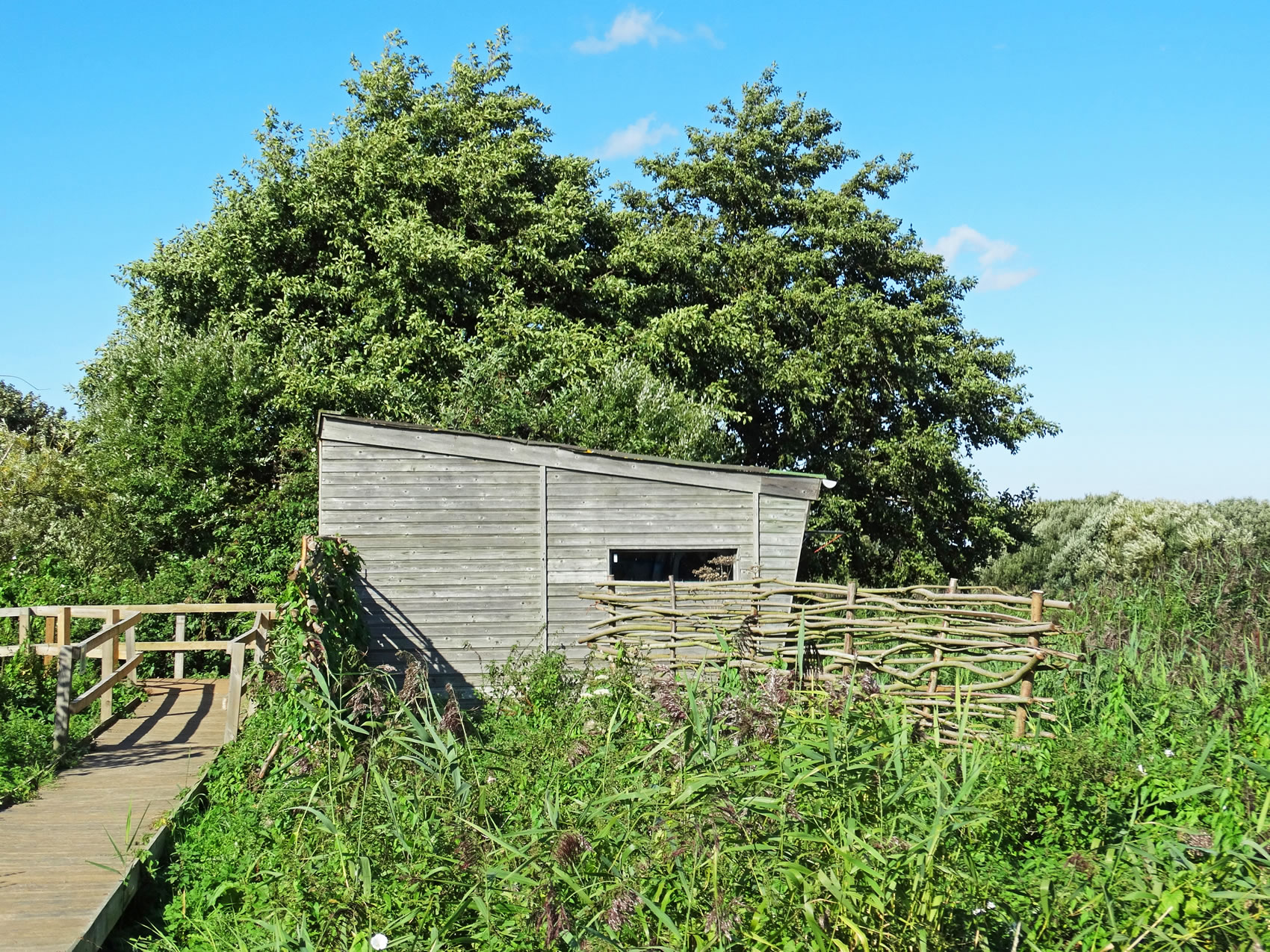
Observatoire de sternes.
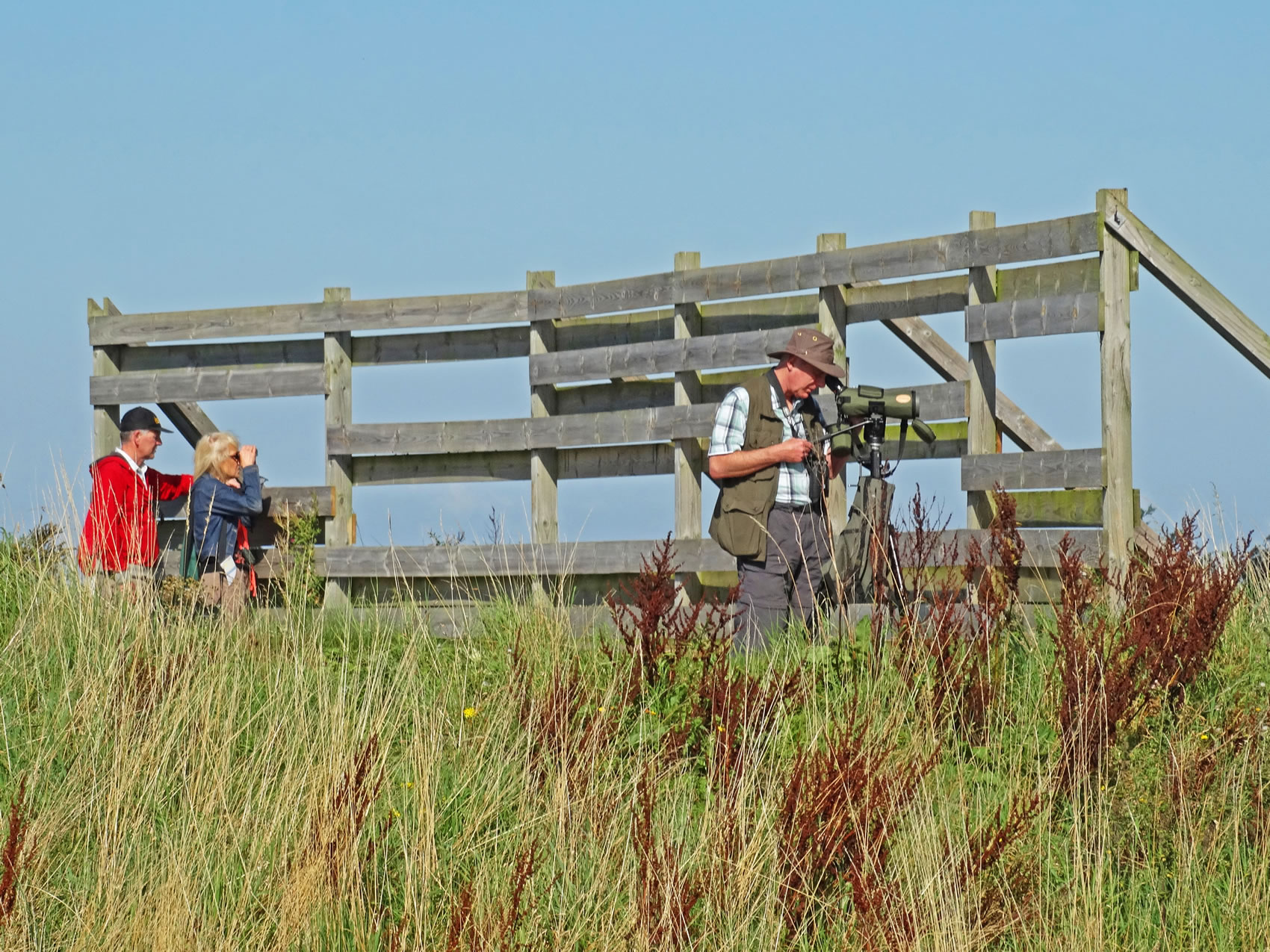
L'observatoire près du sentier est.
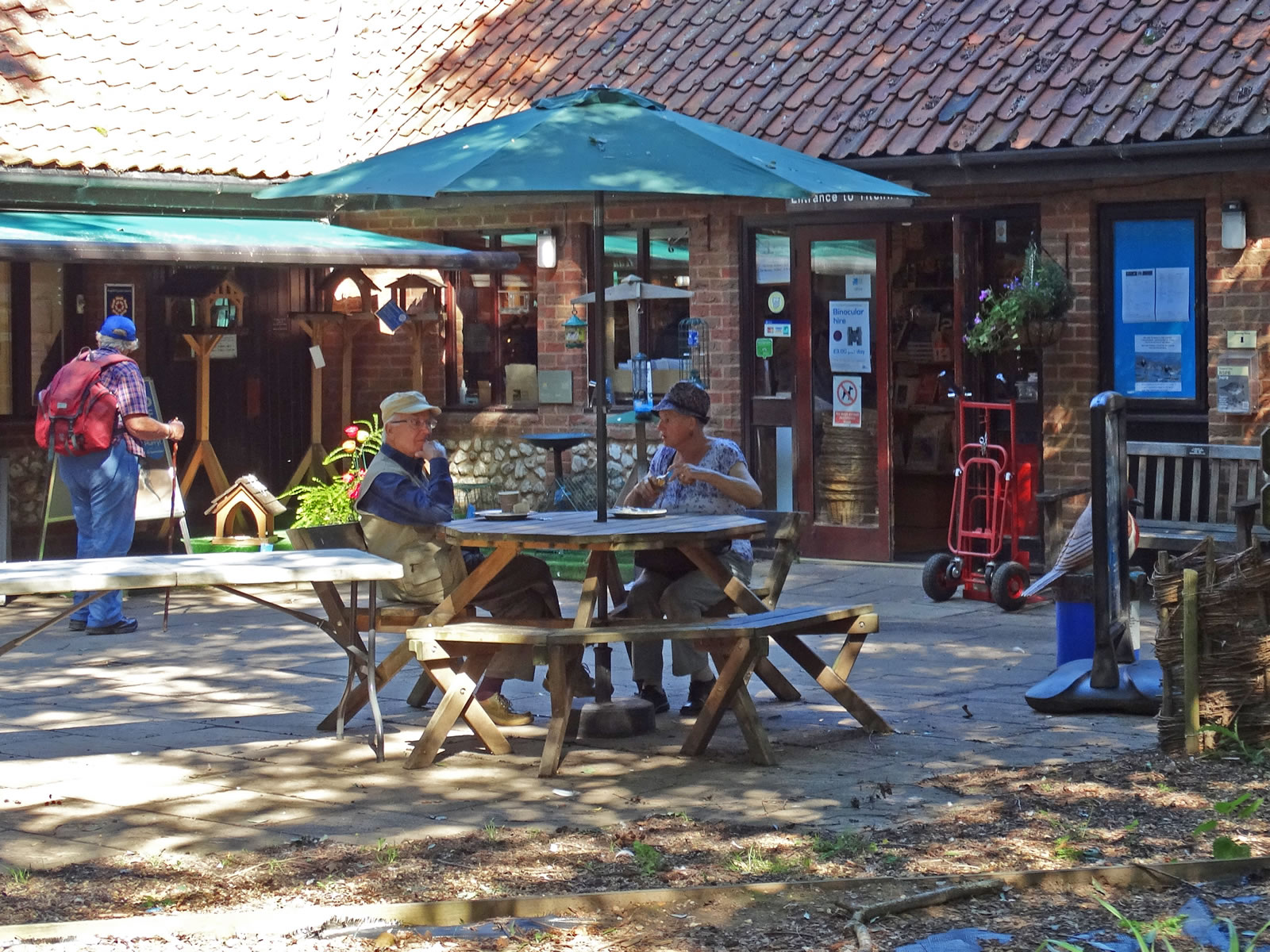
Café des visiteurs.
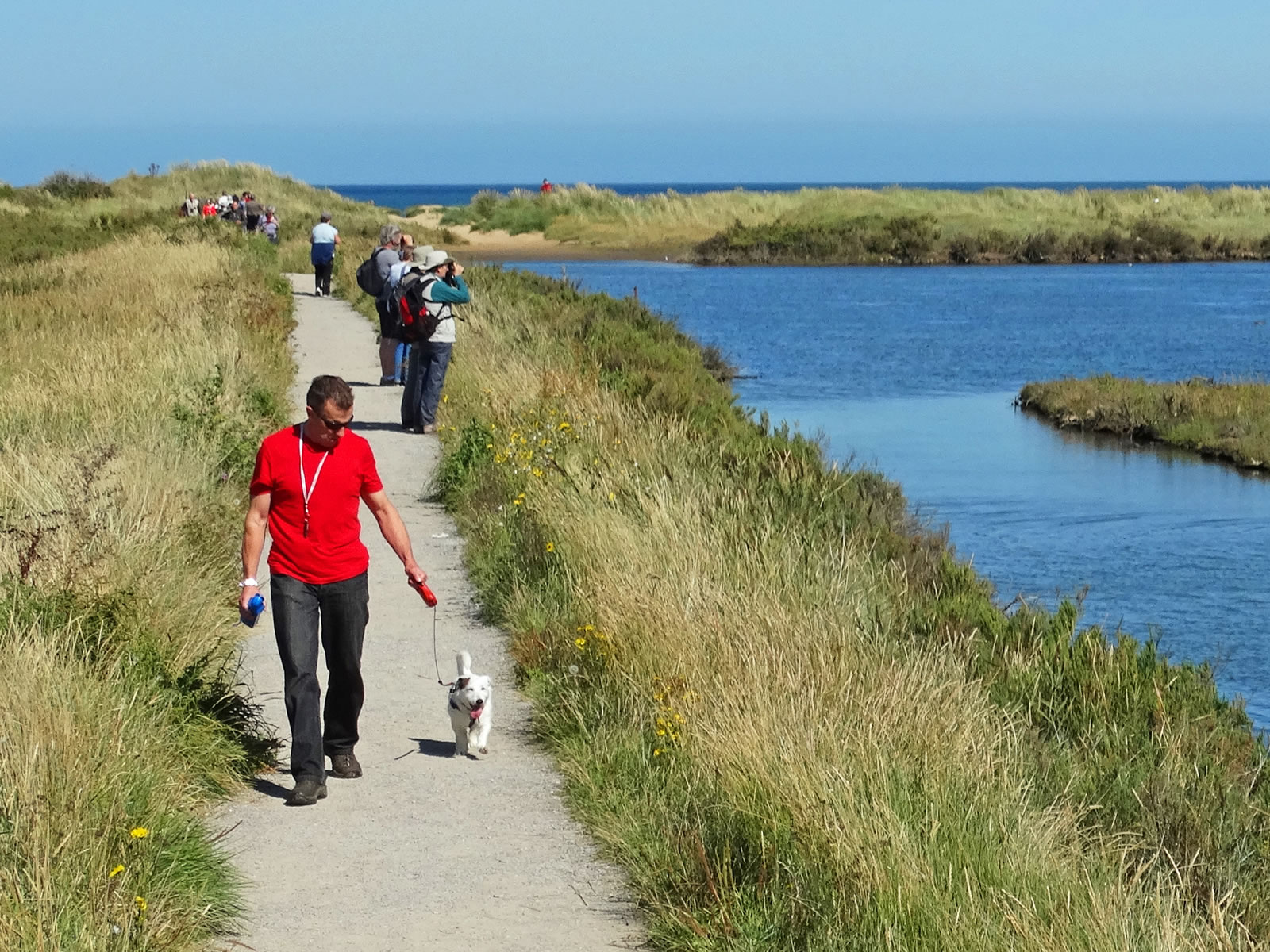
Le sentier menant vers la plage, seul endroit autorisé aux chiens.